# Philippe Sarde
Pour les articles homonymes, voir Sarde (homonymie).
Philippe Sarde, né le 21 juin 1948, à Neuilly-sur-Seine, est un compositeur français de musique de film.
Il est le frère aîné du producteur Alain Sarde.

## Biographie

### Enfance et formation
Son père, Henri Sarde, exerce la profession d'antiquaire, tandis que sa mère, Andrée Gabriel, est chanteuse à l'Opéra de Paris. Il a deux frères : Frédéric et le futur producteur de cinéma Alain Sarde. Philippe Sarde a également pour parrain Georges Auric qui était à l'époque directeur de l'Opéra où il accompagne très tôt sa mère aux répétitions et cherche à imiter le chef d'orchestre en utilisant un spaghetti comme baguette. Son père l'inscrit dès son plus jeune âge à des cours de solfège, et à 5 ans, il apprend le piano avec Odette Delamarre (qui fut l'assistante de Jeanne-Marie Darré). En 1955, il entre au Conservatoire de Paris,. Puis, pendant neuf ans, il prend des cours d'harmonie, de contrepoint, de fugue et de composition avec Noël Gallon, (qui enseigna également à d'autres musiciens renommés comme Michel Legrand ou Henri Dutilleux). Plus tard, il se perfectionne auprès de Georges Auric qui lui apprend les rudiments de la musique de film et l'écriture de thèmes,. Tout jeune, il s'intéresse aussi énormément au cinéma et collectionne des bobines de vieux films français oubliés, comme Fantômas (1947) de Jean Sacha, avec Simone Signoret,.

### Les débuts
À 17 ans, il réalise Florence, un court-métrage noir et blanc en 35 mm dont il compose la musique et demande à Vladimir Cosma de l'aider à l'orchestrer. Il hésite alors entre la réalisation cinématographique et la musique. Après avoir demandé à cinquante personnes de son entourage de visionner son court-métrage, et à la suite de leurs réflexions admiratives sur ses talents de musicien, il décide d'opter pour une carrière de compositeur de cinéma.

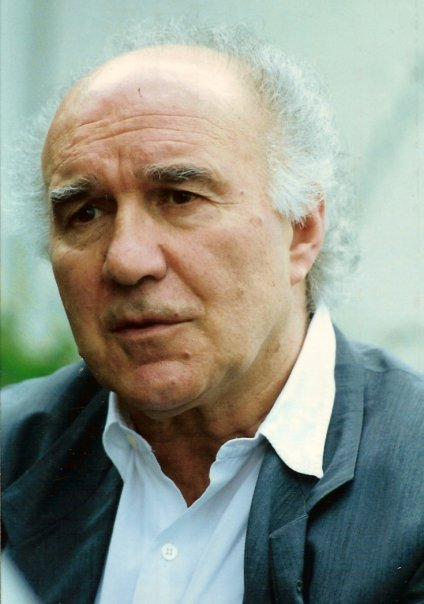
Michel Piccoli a interprété La chanson d'Hélène avec Romy Schneider en 1970.

 En 1969, il rencontre Claude Sautet qui lui propose de signer la musique de son film Les Choses de la vie grâce à une recommandation de son producteur qui avait vu le fameux court-métrage du jeune musicien, et à la suite du désistement de Georges Delerue qui avait signé la musique d'un des précédents films du réalisateur. Le cinéaste est d'emblée touché par la mélodie au piano écrite en La mineur que le musicien a imaginée comme thème principal pour son film. En larmes, il lui confie que c'est exactement ce qu'il désirait. Avec le parolier Jean-Loup Dabadie, Philippe Sarde prévoit aussi une chanson d'après le thème principal qu'il souhaite confier aux comédiens Romy Schneider et Michel Piccoli dans une version simplifiée au niveau de l'instrumentation. Par crainte qu'elle ne fasse vieillir le film, La chanson d'Hélène ne figure pas dans le long-métrage finalisé mais a néanmoins fait l'objet d'un 45 tours à l'époque.
Écrite en un mois seulement pour quelque 70 musiciens avec une orchestration signée Jean-Michel Defaye qui comporte des cordes divisées, des cors et un piano, la bande originale des Choses de la vie est le premier coup de maître d'un compositeur alors seulement âgé de 20 ans.

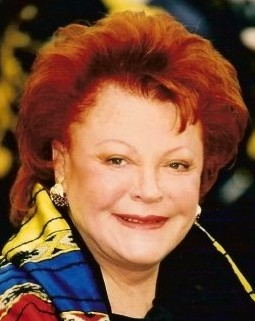
Philippe Sarde a débuté comme compositeur pour Régine.

 Parallèlement, il écrit deux chansons pour la chanteuse Régine dont le tango J'ai la boule au plafond qui obtient un grand succès. De fil en aiguille, celle-ci lui demande d'écrire la musique d'un film dont elle serait la vedette et qu'Alain Delon produirait. Ce sera Sortie de secours sorti en salles juste après Les choses de la vie. Après celle du film de Sautet, la musique de Sortie de secours contient déjà tout ce que le compositeur développera dans ses travaux ultérieurs : un thème musical principal qui retient immédiatement l'attention, des airs de jazz ou des rengaines à l'accordéon pour les musiques entendues dans le film lui-même (qu'on appelle aussi « musiques de source » ou intradiégétiques) et de surcroît un goût osé pour l'expérimentation audible dans des pistes de free jazz comme Hôtel des Familles voire de musique contemporaine, très en vogue depuis la fin des années 1960 au cinéma. Cela s'entend particulièrement sur des morceaux comme Messe noire ou Square des innocents. C'est le réalisateur Roger Kahane lui-même qui a voulu ce type d'expérimentations afin d'illustrer la scène finale qui décrit la dérive d'une actrice ratée sombrant dans la mythomanie
Fort de l'expérience acquise avec ces deux longs-métrages très différents, Philippe Sarde réalise la « fragilité de ce métier » et que la réussite de la musique d'un film dépend étroitement du bon fonctionnement de ce dernier, c'est le début d'une longue carrière,,.

### Carrière française

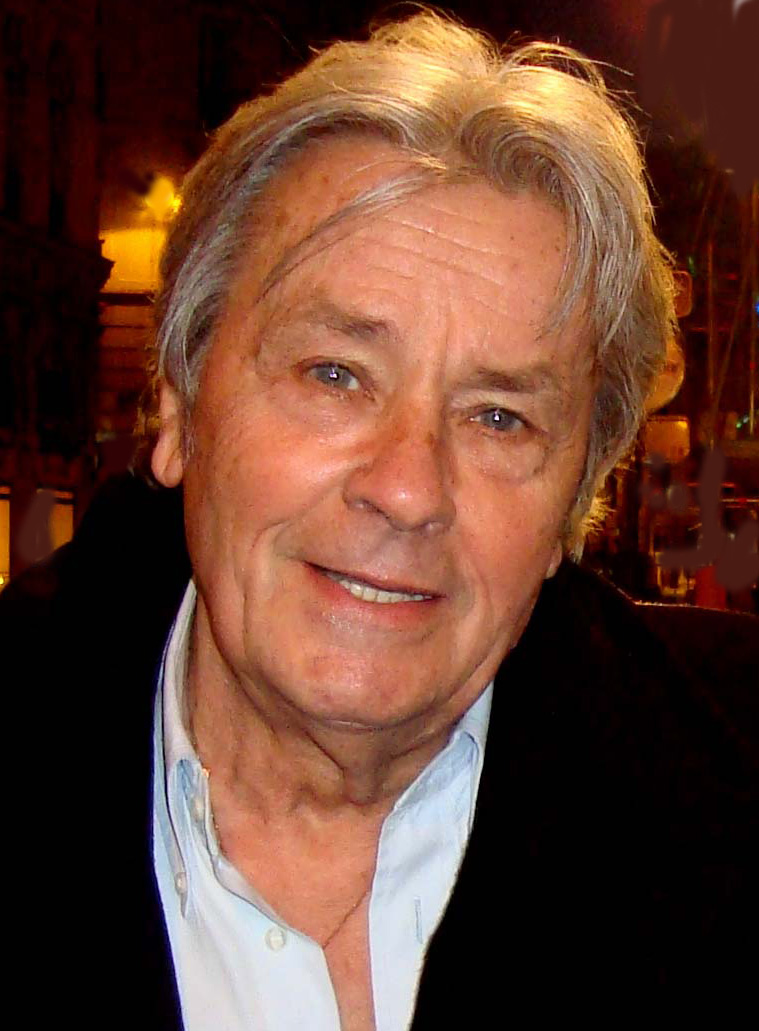
De 1971 à 1982, le compositeur a collaboré à sept reprises avec Alain Delon.

Sarde a la réputation d'être un professionnel fidèle en amitié,, et, outre Claude Sautet, il va développer une collaboration très suivie avec certains cinéastes, dont André Téchiné, Jacques Doillon, Pierre Granier-Deferre, Georges Lautner, Marco Ferreri, Laurent Heynemann ou Bertrand Tavernier. Il est très rare qu'un seul musicien parvienne à fidéliser plusieurs metteurs en scène simultanément comme l'a fait Philippe Sarde et cette situation apparaît comme presque unique en France,,. Certains d'entre eux comme Bertrand Tavernier, Yves Boisset, Alain Corneau ou Nadine Trintignant ont témoigné de son caractère entier, de son regard toujours pertinent sur le montage des films, ou sur la place réservée à la musique voire aux silences quand les notes ne sont pas nécessaires. Cette relation privilégiée avec les cinéastes, mais aussi avec certains acteurs comme Alain Delon qui a travaillé à sept reprises avec le musicien, a parfois entraîné des jalousies, de la méfiance de la part de certains producteurs comme Ralph Baum ou encore des critiques assassines comme celles de l'historien du cinéma Alain Garel qui, sans les nommer explicitement, fustige les musiciens les plus populaires des années 1970 et 1980 (essentiellement Philippe Sarde et Vladimir Cosma) en les accusant de n'être que des « bons techniciens », écrivant de simples « musiquettes », et dénonçant une régression vers le « concept archaïque » de musique d'accompagnement lorsque ces derniers font travailler de grands solistes de jazz.
Depuis plusieurs années, quelque peu déçu par le cinéma français, il a considérablement ralenti sa cadence. Il n'accepte plus que des projets qui lui tiennent à cœur et se consacre prioritairement à des œuvres plus confidentielles comme certains films d'auteurs de réalisateurs français (ceux du jeune Louis Garrel ou du vétéran Jacques Doillon) voire italiens (Paolo Franchi). Néanmoins, il continue de travailler pour des films plus accessibles, dont les deux derniers longs-métrages de fiction de Bertrand Tavernier, La Princesse de Montpensier et Quai d'Orsay.
Mais depuis 2010, le nom de Philippe Sarde n'apparaît pas ou plus au générique des films. Ses réalisateurs de prédilection ont disparu : Lautner, Ferreri, Granier-Deferre, Boisset. Quant à Jacques Doillon et André Téchiné, ils semblent moins faire appel à lui, préférant se tourner vers des musiciens issus de la nouvelle génération .

### Carrière internationale
Le succès de sa musique pour le film Tess et sa proposition pour l'Oscar de la meilleure musique en 1981 lui ouvrent les portes de Hollywood avec le film Le Fantôme de Milburn.
Néanmoins, Philippe Sarde souhaite conserver ses pratiques professionnelles, notamment la maîtrise du choix des orchestrateurs ou la possibilité de se diversifier sans se cantonner à un certain style,,. C'est pour cette raison que, contrairement à ses illustres aînés tels Georges Delerue ou Maurice Jarre, le compositeur ne mènera qu'une carrière timide aux États-Unis.

### Activités annexes
Philippe Sarde est l'un des rares compositeurs de musique de film à n'avoir travaillé quasiment que pour l'écran. Ne parvenant pas à composer pour lui-même et ayant absolument besoin des autres, il n'a jamais écrit de musique destinée au concert (opéras, symphonies ou concertos),, même s'il a parfois joué sur scène en tant que pianiste notamment lors du septième Festival du Cinéma et Musique de Film de la Baule duquel il était l'invité d'honneur en 2021.
Curieusement, et malgré sa grande facilité à composer des mélodies pour des chansons destinées à de multiples interprètes, le compositeur n'a jamais ressenti le besoin d'écrire des comédies musicales, y compris pour le cinéma. À ce sujet, il a affirmé qu'il aimait « bien en regarder » mais que ça lui avait « toujours semblé ridicule en France, à part quelques-unes déjà faites et réussies ».

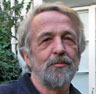
L'ingénieur du son William Flageollet.

 En revanche, Sarde n'a pas hésité à écrire la musique de plusieurs spots publicitaires,, réalisés par de grands cinéastes français, entre autres pour l'entreprise SNCF,, la purée Mousline,, le magazine Marie Claire, le parfum Antheus de Chanel ou les pralinés Lingots de Tour d'argent (musique co-composée avec Laurent Bacri).
En 1983, le compositeur s'est également lancé dans un tout autre projet en créant le Studio Philippe Sarde dont il a été le gérant durant plusieurs années. Ce studio avait la particularité d'être spécialisé dans le montage et le mixage, et a fait travailler de grands ingénieurs du son comme William Flageollet. Les Studios Sarde ont produit quelques disques de variété et surtout plusieurs bandes originales de films des années 1980, dont celle du célèbre Autour de minuit, long-métrage réalisé par Bertrand Tavernier avec de grandes vedettes du jazz comme Herbie Hancock, Dexter Gordon et Bobby Hutcherson.

## Vie privée
En 1990, il épouse Florence Nave[réf. souhaitée] dite Florence Evan, jeune actrice et chanteuse devenue romancière, avant de divorcer un an plus tard. Il se remarie le 21 juin 1994 avec Clotilde Bürrer avec qui il a deux filles : Ponette et Liza.

## Style musical

### Un scénariste musical
Le compositeur se définit lui-même comme un « scénariste musical », dont le rôle est d'exprimer musicalement ce que le réalisateur ne peut traduire par les images. Il insiste aussi sur le fait qu'au cinéma, la musique doit raconter « l'intériorité des personnages »
Interrogé par Alain Lacombe, il a affirmé cette proximité avec les metteurs en scène, avec lesquels il met un point d'honneur à parler le même « langage » :

« Quand je parle à un metteur en scène, je ne lui parle jamais de musique, à moins qu'il ne la connaisse bien. Nous imaginons les “idées” que la musique va apporter à son film, et non pas le nombre de violons que je vais utiliser. Il faut donc avoir un langage cinématographique : des références à d'autres films. […] Lorsqu'il s'agit de donner à telle séquence une atmosphère spéciale, nous utilisons alors un langage dramaturgique comme si chaque composante musicale était un acteur. »

Une sorte de « casting musical » doit donc s'élaborer parallèlement au casting traditionnel propre au monde des arts du spectacle, puisque Sarde soutient que son travail, « c'est de faire en sorte qu'un soliste de jazz, de rock, de classique ou même un groupe deviennent des acteurs qui vont compléter, personnifier de manière définitive le film. »
Revers de la médaille, le fait de multiplier les casquettes et d'endosser tant de rôles à la fois (compositeur, pianiste, directeur de « casting musical », consultant auprès des cinéastes, conseiller au montage des films, etc.) lui a parfois joué de mauvais tours. Notamment auprès de réalisateurs pourtant fidèles comme Jacques Rouffio qui a finalement dû confier à Georges Delerue la musique de son film La Passante du Sans-Souci à cause de l'énorme retard pris par Sarde, ou encore lorsqu'il a eu toutes les peines du monde à livrer dans les temps la quantité de musique très importante qu'il s'était engagé à écrire pour le  film Pirates de son ami Roman Polanski

### Recherche d'instrumentations

#### Choix des instruments
Toujours à la recherche de nouvelles sonorités où le répertoire classique côtoie une écriture contemporaine parfois proche de l'atonalité,, la musique de Sarde combine souvent différentes instrumentations assez singulières,,.

« Avant de mettre la musique sur des images, il faut qu'elle possède son climat. […] Pour cela, je pars des instruments car ce sont eux qui donnent le climat, qui vont créer ou renforcer l'ambiance, l'histoire, les personnages. Ils permettent aussi de voir si une musique sera mieux avec du jazz ou un orchestre symphonique. »

— Philippe Sarde

#### Recherche d'analogies

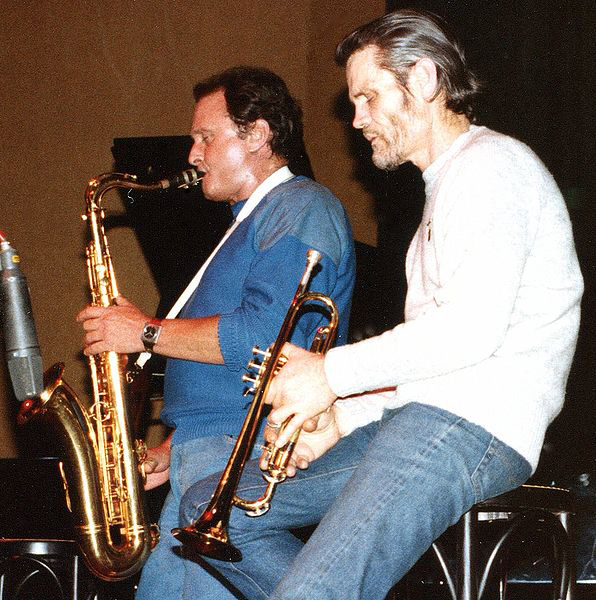
Philippe Sarde a utilisé les sonorités uniques du saxophoniste Stan Getz et du trompettiste Chet Baker pour traduire respectivement à l'écran le jeu d'Alain Delon et de Jean-Paul Belmondo.

Quand il élabore son « casting d'instruments », Philippe Sarde peut par exemple chercher des analogies avec l'acteur principal : le saxophone ténor pour Alain Delon dans Mort d'un pourri ou bien la trompette pour Jean-Paul Belmondo dans Flic ou Voyou. Ce dernier jouant un personnage de commissaire qui se comporte comme un délinquant mais qui est très attaché à sa fille ; ce qu'incarne à merveille le timbre de Chet Baker, tout aussi brillant dans les passages musclés que tendre, ouaté dans les nuances les plus pianissimi. Le musicien cite aussi souvent le film Le Choix des armes pour lequel le réalisateur Alain Corneau hésitait entre deux options : soit des contrebasses jazz (une normale et une basse piccolo) - symbolisant respectivement la « voix » en contre-champ du vieux truand joué par Yves Montand et celle du jeune voyou interprété par Gérard Depardieu ; ou bien une partition purement symphonique. Philippe Sarde lui a alors conseillé d'opter pour les deux.
L'analogie peut fonctionner aussi avec un élément de décor, comme la verrière du Locataire de Roman Polanski, pour lequel Sarde a eu l'idée d'utiliser ce curieux instrument qu'est l'harmonica de verre, après avoir vu le réalisateur faire glisser son doigt mouillé sur le rebord de son verre dans un restaurant. Cet instrument, qui fût jadis accusé de rendre fou ses auditeurs, va faire planer sur le film une sourde menace pour Trelkovsky, le personnage principal joué par Polanski. Celle de finir comme Simone Choule, la femme suicidaire dont il a pris la place dans l'appartement, et qui a atterri dans la fameuse verrière après s'être défenestrée. L'harmonica de verre, par sa seule présence éthérée, semble hanter le héros du film - alors qu'il ne devrait pourtant pas l'entendre, jusqu'à le rendre de plus en plus paranoïaque afin de le pousser lui-aussi dans cette verrière…
En restant toujours sur le terrain des analogies, mais cette fois par rapport à une entreprise, on pourrait mentionner l'étonnant thriller politique Mille milliards de dollars d'Henri Verneuil où Philippe Sarde a imaginé quatre pianos avec un alto soliste. Ces « milliers » de doigts frappant les touches s'apparentaient dans son esprit, aux myriades d'ordres boursiers et à toutes les manipulations ayant permis l'enrichissement des dirigeants de la multinationale dont parle le film.

#### Une mise en scène musicale en contrepoint
À partir de ses connaissances techniques cinématographiques, Sarde cherche également à développer ses talents de  « metteur de scène musical » en parallèle aux choix visuels du cinéaste qui l'emploie. Il s'agit pour lui de trouver des solutions afin d'éviter le pléonasme (comme un violon larmoyant si un personnage pleure abondamment à l'écran) et d'apporter un contrepoint musical aux mouvements de caméra :

« On ne travaille pas avec une caméra, mais avec des partitions et un crayon, mais ça part du même sentiment. La musique enchaîne des plans larges, des gros plans, joue avec les grands-angles ou devient très intime… »

Par exemple, si un réalisateur choisit de multiplier les plans larges, Philippe Sarde va alors chercher à apporter plus de proximité avec des « gros plans » purement instrumentaux. Il y parvient en utilisant certains instruments à vent dotés d'un souffle très perceptible comme la flûte contrebasse (en), la flûte de Pan ou bien en privilégiant les sonorités très intimes et presque enfantines d'instruments comme la flûte à bec ou l'ocarina (notamment dans La Grande Bouffe de Marco Ferreri). Pour le musicien, l'essentiel est que « la musique doit apporter une sémantique. »
Le compositeur cherche toujours à « ne pas faire une musique qu'on attend » (d'où forcement certaines déconvenues avec les donneurs d'ordre…). Comme en témoigne la partition qu'il a imaginée pour le film Les Ailes de la colombe qui se déroule à Venise, où il évite tout cliché à base de mandolines ou un quelconque pastiche de Vivaldi, et opte pour un subtil motif orchestral en forme de flux et reflux rappelant l'ondulation légère des vagues de la lagune. Philippe Sarde met toujours un point d'honneur à « épater » le cinéaste qui lui fait confiance, et ceci en épousant sa personnalité au plus près afin de comprendre presque intimement sa sensibilité et à ce titre, sa partition pour le film La Guerre du feu constitue un point d'orgue dans sa filmographie imposante, où il combine deux orchestres, des chœurs, des solistes et des percussions dans un style avant-gardiste.

### L'obsession de la perfection

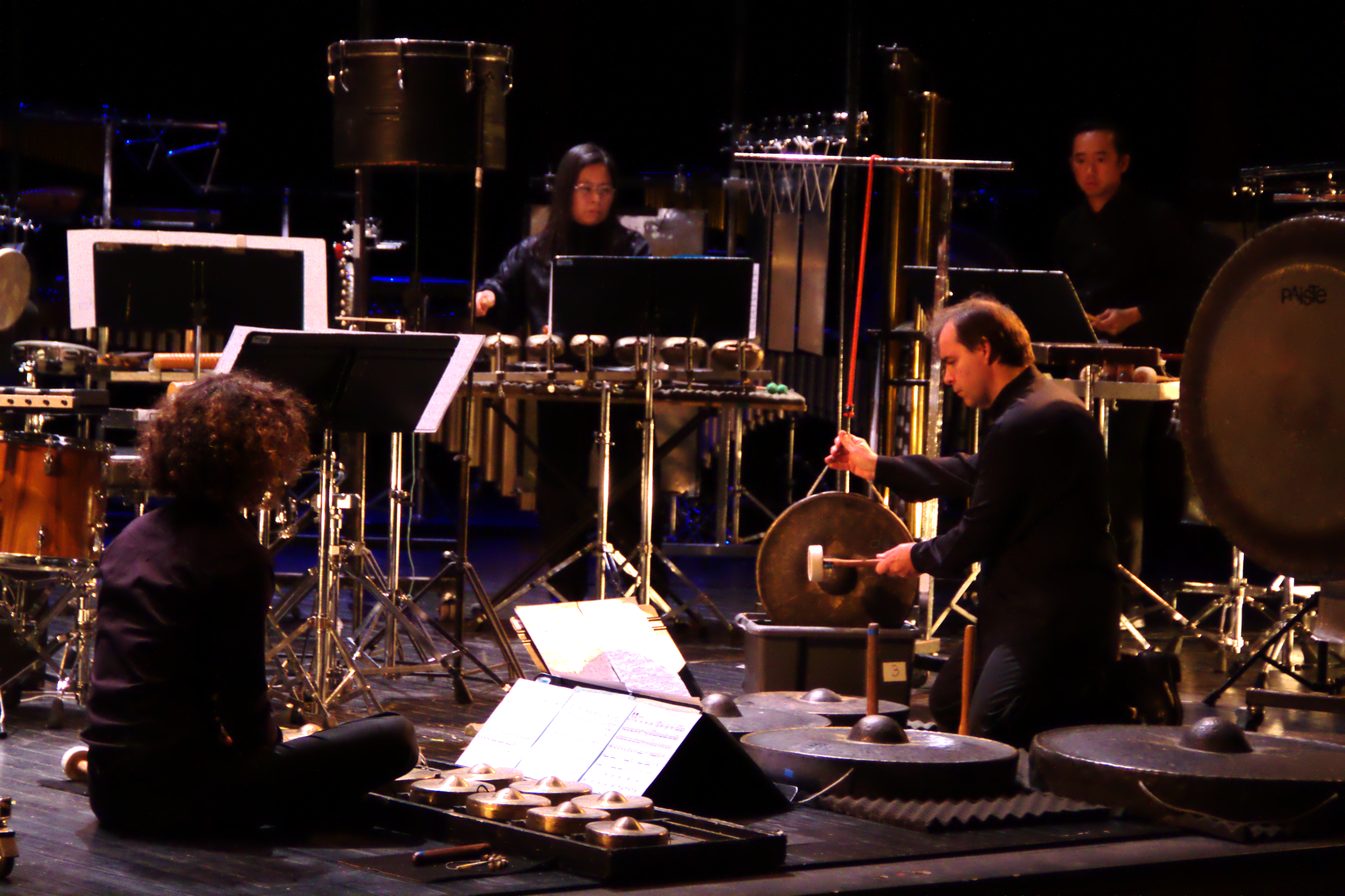
Le compositeur a travaillé avec Les Percussions de Strasbourg pour La guerre du feu.

Sa personnalité exigeante et son perfectionnisme musical ne connaissent pas (ou peu) de limites, et Sarde n'hésite pas à demander aux musiciens ou orchestres les plus renommés de venir travailler sur ses partitions : le saxophoniste Stan Getz (sur Mort d'un pourri), le trompettiste Chet Baker (sur Flic ou Voyou), le violoniste Stéphane Grappelli, l'accordéoniste Marcel Azzola, le clarinettiste Hubert Rostaing, le contrebassiste Ron Carter, le flûtiste Hubert Laws, l'harmoniciste Toots Thielemans, les Percussions de Strasbourg, le London Symphony Orchestra, etc. Le musicien exige toujours le meilleur des interprètes qu'il choisit,, et peut aller jusqu'à remplacer un simple joueur irlandais de cuillères musicales par un autre habitant à des milliers de kilomètres à l'occasion de l'enregistrement de la bande originale d'Un taxi mauve.
Il peut passer beaucoup de temps pour faire comprendre ce qu'il désire à certains musiciens, et a pu à cet égard être considéré par certains comme un « névrosé de la perfection », notamment ceux qui ne maitrisent pas bien la lecture de partitions comme le groupe de tango Cuarteto Cedrón qu'il avait recruté pour le film Une étrange affaire de Pierre Granier-Deferre et qui a eu beaucoup de mal pour rendre l'atmosphère pleine d'ambiguïté et de mystère que le compositeur désirait ; ce dernier, excédé par ce dilettantisme a même failli choisir une autre formation mais le quatuor est parvenu tout de même au résultat souhaité.

### Une prédilection pour le jazz
Passionné de jazz depuis ses années de conservatoire, Philippe Sarde a beaucoup écouté des pianistes comme Thelonious Monk et a eu la chance de pouvoir travailler avec les plus grands solistesencore vivants ; et ce dans tous les styles de jazz :
- Dixieland : sur certaines pistes de Coup de torchon ou Violette et François.
- Swing : sur Liza, La Race des seigneurs, Stella ou L'Ami de Vincent.
- Bebop : sur Holiday Out de La Valise ou dans une moindre mesure sur Beau-père.
- Jazz manouche : sur certaines pistes de Pas de problème !
- Latin jazz : sur la Bossa Nova du Mariage à la mode, Un Homme & Une Girl  de La Valise, La radicale de Barocco ou le Miami du Sucre.
- Free jazz : sur la piste Free Jazz de César et Rosalie mais aussi certaines pistes de Sortie de secours et Adieu poulet.
- Jazz fusion : sur Le Choc ou Max et Jérémie.

De manière générale, le jazz irrigue profondément toute l'œuvre sardienne, non seulement les célèbres Flic ou Voyou, Mort d'un pourri mais aussi L'Homme aux yeux d'argent, La Couleur du vent, Un frère ou Princesses. Cependant, tout reste sous contrôle et l'improvisateur n'est jamais réellement libre car curieusement, Philippe Sarde s'est toujours méfié de l'improvisation plaquée sur des images, comme un Miles Davis a pu le faire avec Ascenseur pour l'échafaud ou bien Thelonious Monk pour Les Liaisons dangereuses.
Pour le compositeur : « Un jazzman n'est pas un compositeur de cinéma. Ce qui est formidable, c'est d'utiliser un grand musicien comme je l'ai fait, mais il faut un compositeur derrière. Demander à un interprète d'écrire une musique de film, pour moi, c'est aberrant. Quelle que soit sa valeur, c'est en général totalement raté. »
Il ajoute encore : « Dans les films comme Sortie de Secours, César et Rosalie, Les Corps Célestes, La Valise,  La Race des seigneurs, Adieu poulet, Mort d'un pourri ou Coup de Torchon, la musique n'est pas entièrement jazz, mais certains passages peuvent s'apparenter au genre. […] Au cinéma, l'improvisation ne fonctionne pas. La musique de film est entièrement cadrée, sinon c'est une catastrophe. […] Les solistes qu'on entend dans mes films n'improvisent donc jamais ; ce que je leur demande, c'est qu'ils apportent leur style ».
Malgré toutes ces précautions, certains solistes de jazz, pourtant parfaitement capables de lire la musique mais très peu familiarisés avec la culture française, peuvent tout de même ne pas comprendre ce que veut le compositeur. C'est ce type de mésaventure que le saxophoniste Johnny Griffin a rencontré à l'occasion de l'enregistrement de la chanson Paris Jadis figurant sur la bande originale du film Des enfants gâtés de Bertrand Tavernier. Ce dernier détaille toute l'histoire sur la pochette intérieure du disque sorti à l'époque, où il narre avec humour l'imbroglio pour faire comprendre au grand soliste américain la différence entre valse et java, et ce dans un anglais des plus laborieux.

### Influences, emprunts et pastiches

#### Influences principales

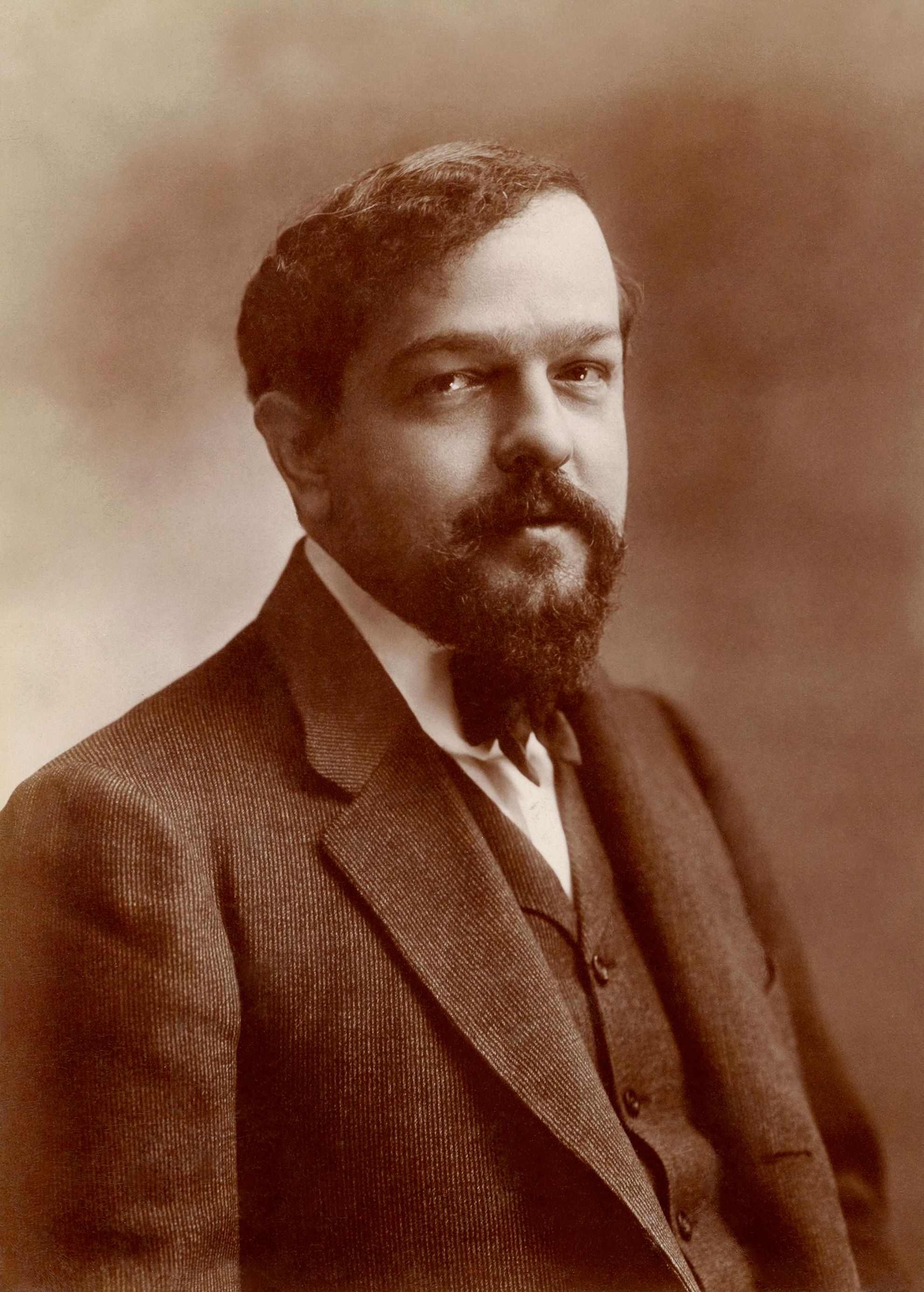
Philippe Sarde a été très influencé par l'impressionnisme, initié en France par Claude Debussy.

Philippe Sarde a déclaré admirer des confrères français comme Maurice Jaubert, Georges Van Parys, René Cloërec, François de Roubaix et surtout Paul Misraki dont il est en quelque sorte le digne héritier. Il apprécie aussi certains grands compositeurs américains comme Henry Mancini ou l'incontournable Bernard Herrmann,, mais on note aussi l'influence du suisse Arthur Honegger (aimé du musicien et qui fut l'un des pionniers de la musique au cinéma) dans le rythme de la partition du film Le Train.
Parmi ses genres musicaux favoris, Sarde reconnait écouter beaucoup de musique classique et surtout de musique contemporaine. On peut effectivement percevoir l'influence de Stravinsky, de Penderecki (dans La Guerre du feu), Varèse (dans la piste La Partie De Tennis de Sept Morts sur ordonnance), Maurice Ohana (dans l'écriture des chœurs sur Sortie de secours) voire la musique spectrale sur la piste très expérimentale Et l'amour, enfin de La Petite Apocalypse. Le compositeur a parfois utilisé certaines formes de musique minimaliste, en particulier dans les séquences répétitives de Moog sur certaines pistes de César et Rosalie.
Mais en dehors du jazz, c'est sans doute la musique impressionniste française qui semble avoir exercé le plus d'influence sur l'esthétique du compositeur, notamment dans le générique très debussyste de Sept Morts sur ordonnance, l'atmosphère rêveuse de L'Adolescente, la délicatesse des Ailes de la colombe ou le raffinement de Premiers Désirs qui reste une de ses partitions préférées parmi toutes celles qu'il a écrite.

#### Adaptations de musiques classiques
Répondant à la demande des cinéastes, Philippe Sarde a adapté ou emprunté de nombreuses pièces de musique classique, chansons ou airs issus de diverses traditions folkloriques. Concernant ses emprunts au répertoire classique en particulier, le compositeur a une position extrêmement claire : « C'est très difficile d'utiliser de la musique classique au cinéma sans la retravailler. […] Elle est adaptée, retravaillée, même si [on ne change] que quelques mesures ou modifie seulement l'interprétation ».
Cependant, Sarde tombe parfois dans le travers de ne pas citer d'où proviennent ces emprunts, ou d'omettre le nom du compositeur adapté par ses soins. C'est arrivé à plusieurs reprises, notamment sur Les Sœurs Brontë, film pour lequel André Téchiné désirait Gioachino Rossini, et surtout Robert Schumann dont la folie lui paraissait correspondre avec celle des sœurs Brontë. Sur la première édition 33 tours de la bande originale, le nom de Schumann n'est absolument pas cité, ni celui des œuvres adaptées. Il a fallu attendre la réédition CD de 2004 pour voir enfin la mention « D'après Robert Schumann » apparaître. Et comme l'explique fort justement son biographe Daniel Bastié : « Assez bizarrement, on reconnaissait la patte de Philippe Sarde dans le jeu des cordes, baigné d'une infinie tristesse, et paradoxalement on savait qu'on se référait à Rossini […] et quelques autres grands noms du monde du concert. Inutile d'insister sur le fait que de pareils albums n'enchantent pas les amateurs. […] Puis, un doute subsistait. Sarde n'avait-il pas glissé des notes personnelles en guise de raccord ? ».

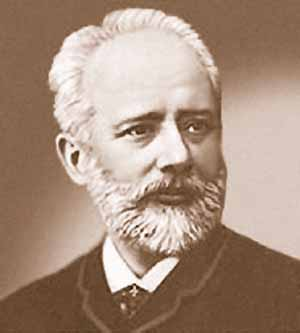
Le compositeur a adapté Tchaïkovski pour le film L'Ours.

 Dix ans plus tard, la bande originale de L'Ours est tout aussi problématique. En effet, la partition écrite pour le film de Jean-Jacques Annaud est en grande partie basée sur une adaptation orchestrale de la sixième pièce pour piano intitulée Barcarolle, extraite du recueil Les saisons  de Tchaïkovski, et ce, d'après une suggestion du réalisateur lui-même. Conformément aux habitudes de Sarde, le thème a été retravaillé et a fait l'objet de nombreuses variations au fil de l'œuvre, ce qui exclut bien évidemment toute accusation de plagiat. Mais il aurait été judicieux de mentionner au moins le nom de l'œuvre et son compositeur, et pourtant rien ne figure sur le 33 tours d'origine. La réédition en CD parue sur le label Music Box Records mentionne enfin le nom du compositeur russe dans le livret, mais la mention « d'après Tchaïkovski » ne figure toujours pas au verso.
Toutes ces omissions ont à l'époque jeté le trouble parmi les admirateurs du musicien, et suscité la polémique dans le petit monde de la presse spécialisée,. Peu d'années après la parution de L'ours, certains critiques ont même mis en doute le talent du compositeur et laissé entendre qu'il n'écrirait pas sa musique.

#### Autres emprunts (sélection)
- Les Galettes de Pont-Aven : la partition est presque entièrement basée sur la chanson folklorique bretonne Kénavo du chansonnier Théodore Botrel, chantée en duo avec un accompagnement au piano, par les acteurs Jean-Pierre Marielle et Jeanne Goupil dans une scène de kermesse du film[w],[s 33].
- Marie-poupée : le thème principal à la mandoline s'inspire de l'aria Selve amiche datant du XVIIIe siècle et composée par Antonio Caldara[39], on le retrouve aussi sur une piste de Violette et François[a 9].
- La Clé sur la porte : le thème générique provient de l'aria Se tu m'ami composée vraisemblablement par Alessandro Parisotti (et jadis attribuée à Pergolèse).
- Le Jeune Werther : le thème provient de l'opéra Werther de Jules Massenet, mais adapté pour un ensemble de chambre[s 34].
- Ponette : variations pour trio de chambre de la fameuse pièce pour piano Des pas sur la neige de Claude Debussy[s 34].

#### Citations (sélection)
- Les Choses de la vie : le personnage joué par Michel Piccoli écoute le mouvement Allegro du Concerto pour flûte no 2 en sol mineur, RV 439 La notte d'Antonio Vivaldi, et le thème de fin du même morceau de Vivaldi est repris dans la partition de Sarde[40].
- Touche pas à la femme blanche ! : le générique cite l'air irlandais Garryowen (en) que Max Steiner avait précédemment utilisé dans La Charge fantastique.
- Un taxi mauve : la fanfare finale cite la ballade irlandaise Foggy Dew (qu'on retrouvera aussi sous une autre forme dans le film Music Box).
- Le Guignolo : citation du fameux air Je suis Brésilien, j'ai de l'or extrait de l'opéra bouffe La Vie parisienne de Jacques Offenbach[37].
- L'Île oubliée : la partition originale de Sarde cite dès le générique quelques mesures du Sacre du printemps de Stravinsky, qu'il réutilisera ensuite sous une forme chantée par des chœurs d'enfants, et plus particulièrement sur la piste Bacchanalia qui cite plusieurs autres thèmes célèbres du ballet originel[37],[a 10].

#### Pastiches (sélection)
- La Valise : le compositeur pastiche François de Roubaix dans le générique, et Ennio Morricone sur Il Etait Une Fois Dans Le Sud-Ouest et Love Panoplie.
- Une histoire simple : le musicien adapte Jean-Sébastien Bach au début du morceau Concert & Bandonéon et le transforme peu à peu en tout autre chose[33].
- Ils sont fous ces sorciers : la musique de la comédie pseudo-horrifique de Lautner pastiche celle des films de la Hammer, en hommage à James Bernard[41].
- Pirates : Sarde conserve l'esprit des partitions des grands films de flibuste comme Capitaine Blood et L'Aigle des mers, mais fait également un gros clin d'œil au Prokofiev de la marche de L'Amour des trois oranges[a 11].

## Le rôle des orchestrateurs

### Préambule
Bien qu'il ait fait l'objet de très nombreuses critiques, Philippe Sarde n'a jamais caché avoir collaboré dès ses débuts avec des orchestrateurs :

« J'ai travaillé avec une quinzaine [sic] d'orchestrateurs et chefs d'orchestres formidables, […] Il y a bien sûr leur patte dans le résultat, mais ils savent comment je veux que ma musique sonne. Je connais suffisamment l'art de l'orchestration pour pouvoir me permettre de leur dire que je ne veux pas que les cordes soient divisées comme ça, etc., etc. Je confie à leur talent d'orchestrateur, le soin d'orchestrer ma musique d'après une instrumentation et des directions très précises. »

Cette façon de procéder est d'ailleurs la norme aux États-Unis. Et en matière de musique de film, à l'échelle mondiale tout du moins, c'est une petite poignée de grands noms qui peuvent se targuer de se passer totalement de l'aide des orchestrateurs. Si Ennio Morricone, Lalo Schifrin ou Georges Delerue sont dans ce cas, la plupart des autres compositeurs dont John Williams, Howard Shore ou Danny Elfman recourent à leurs services, tout simplement pour mieux gérer leur emploi du temps et parvenir à livrer leurs travaux dans les délais impartis. Par le passé, même des compositeurs aussi prestigieux et visionnaires que Claude Debussy avaient parfois besoin d'un coup de main, notamment d'un André Caplet (entre autres), pour pouvoir finaliser une orchestration dans les temps.
Interrogé par Jean-Pierre Pecqueriaux en 1985, le compositeur a ajouté que cette collaboration lui donnait la possibilité d'avoir une « deuxième vision » sur sa musique mais aussi de pouvoir échanger avec un « technicien » qui est lui aussi un artiste, et qui peut avoir « un point de vue » sur ce qu'il a écrit ; auquel cas et avec l'accord du compositeur, l'orchestrateur peut éventuellement « transformer une ou deux choses pour le revaloriser ».

### Vladimir Cosma

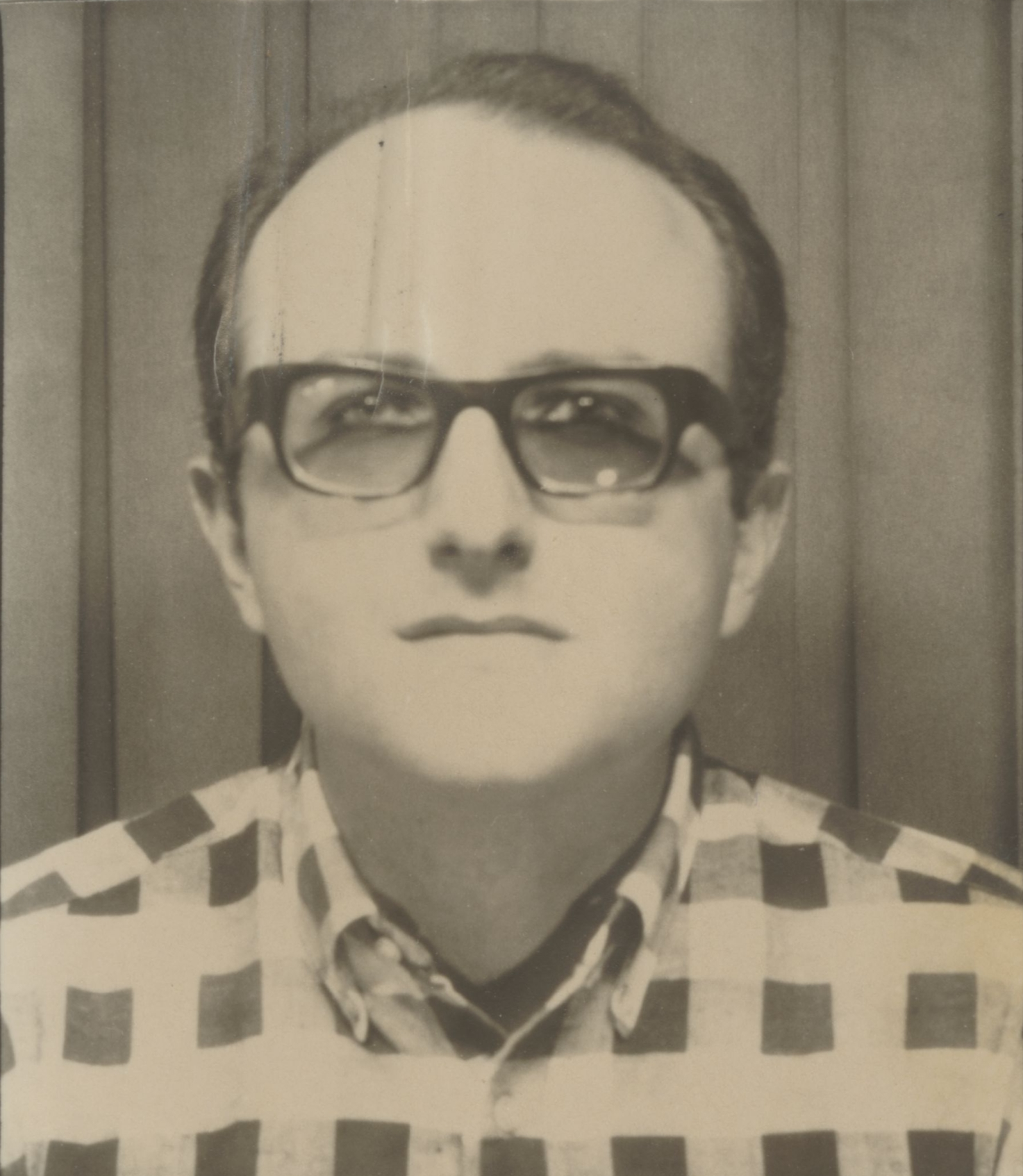
Vladimir Cosma en 1966.

Avant de devenir l'un des compositeurs les plus populaires du cinéma comique français, Vladimir Cosma a d'abord fait ses armes en tant qu'arrangeur dans l'univers de la variété, bien avant de pouvoir pénétrer le monde du cinéma.
En 1966, Philippe Sarde l'appelle pour lui demander de l'aider à arranger la musique de son premier court-métrage. Cosma rencontre donc le tout jeune homme avec ses parents dans leur appartement aux Champs-Élysées, et se souvient d'une famille aimable et « généreuse sur le plan financier ». Il dit conserver un excellent souvenir de sa très courte collaboration avec Sarde (dont il arrangera également une chanson écrite pour Régine).
Trois ans plus tard, Philippe Sarde le sollicite à nouveau pour Les Choses de la vie. Mais Vladimir Cosma lui conseille plutôt de prendre contact avec Jean-Michel Defaye dont il connaissait le travail pour Michel Legrand.

### Jean-Michel Defaye
C'est donc le célèbre arrangeur de Zizi Jeanmaire, Juliette Gréco et Léo Ferré, qui a finalement orchestré la partition des Choses de la vie en 1969. À l'époque, Jean-Michel Defaye n'est pas un nouveau venu dans le monde du cinéma puisqu'il avait, entre autres, composé la musique de Pouic-Pouic de Jean Girault. En 1969, l'auteur Eddy Marnay le met en relation avec Philippe Sarde, avec qui il démarre une collaboration de deux ans, incluant Le Chat, La Veuve Couderc et Hellé.

### Hubert Rostaing
Jean-Michel Defaye ne désirant plus poursuivre sa collaboration avec Sarde, ce dernier doit trouver rapidement un nouvel arrangeur. En début d'année 1972, le jeune compositeur rencontre le réalisateur italien Marco Ferreri qui aime le jazz français d'avant-guerre. Ce dernier lui demande une partition dans le même esprit pour Liza, le film qu'il vient de tourner et pour lequel Sarde écrit un thème délibérément « rétro ». C'est à l'occasion de l'enregistrement de Liza qu'il décida de faire appel au talent d'orchestrateur d'Hubert Rostaing. Peu connu du grand public, Rostaing est considéré par Sarde comme un « clarinettiste surdoué », et il est vrai que son parcours est impressionnant. En tant que clarinettiste, il a notamment créé le célèbre Nuages avec le Quintette du Hot Club de France et il est reconnu comme un « technicien parfait, à la sonorité extrêmement musicale » dans la lignée de grands solistes comme Benny Goodman et Artie Shaw. Lorsqu'il commence à collaborer avec Philippe Sarde, Rostaing travaille comme arrangeur depuis la fin des années 1950, notamment pour Yves Montand (la célèbre rengaine La Bicyclette) ou Maxime Le Forestier (San Francisco). Il jouit de la même réputation dans le monde de la musique la plus exigeante puisqu'il devient ami avec Jean Barraqué, l'un des papes de la musique sérielle. Barraqué lui confie le soin de jouer en tant que soliste, un Concerto pour clarinette qui lui est dédié et qui sera créé en 1968. Rostaing se souviendra sûrement de cette expérience quand il travaillera sur les orchestrations de l'inquiétante partition (partiellement) dodécaphonique que Philippe Sarde avait imaginée pour le film Les Seins de glace.
Hubert Rostaing ne va plus quitter Sarde de 1972 à 1979, et va orchestrer, avec l'aide de son copiste Michel Brédia une trentaine de bandes originales dans des styles très variés. Il interviendra même à plusieurs reprises comme clarinettiste soliste, notamment dans Le Locataire. Rostaing a clairement marqué de son empreinte une bonne partie de la première période de Philippe Sarde. Le jazzman Ivan Jullien, qui a signé avec lui de nombreuses musiques pour des films policiers des années 1980, se souvient d'un arrangeur très à l'aise dans l'écriture des cordes (ce qu'on peut effectivement constater dans des partitions comme Deux Hommes dans la ville mais surtout Le Train et L'Adolescente).

### Carlo Savina

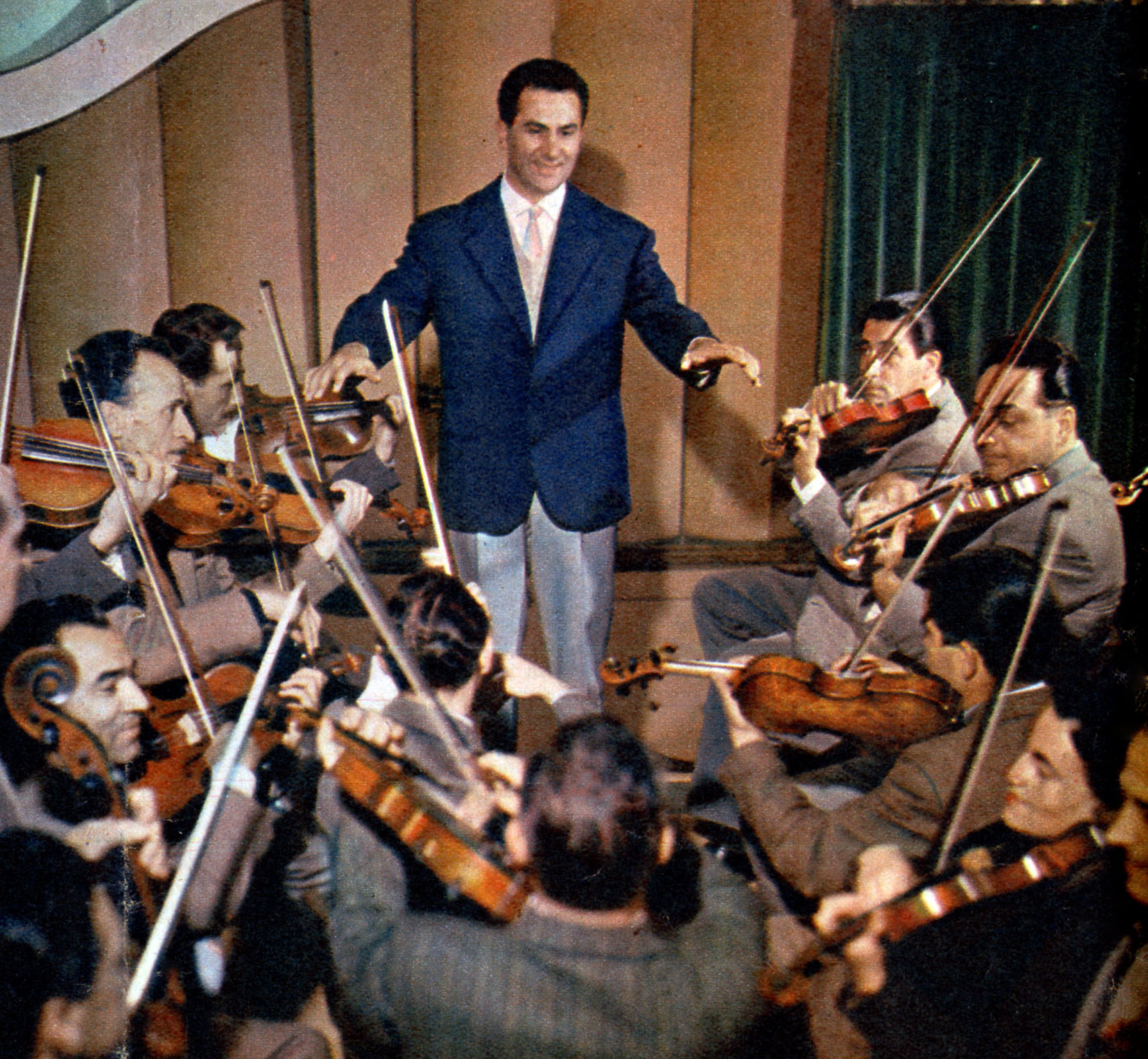
Carlo Savina a été le chef d'orchestre de Philippe Sarde de 1973 à 1988.

Formé en italie par Franco Alfano (qui termina Turandot de Puccini, et écrivit lui-même Sakùntala (it), autre opéra exotique très influencé par l'esthétique impressionniste dans sa version transalpine) et Giorgio Federico Ghedini, le vétéran Carlo Savina est tout à la fois compositeur, arrangeur de variété et surtout chef d'orchestre, notamment pour Nino Rota, Miklós Rózsa mais aussi Stephen Sondheim. C'est notamment lui qui tient la baguette sur les mythiques La dolce vita, Amarcord, Le Parrain et surtout Casanova, une partition très singulière signée par Nino Rota, comme les autres films sus-cités. On retrouve souvent son nom aux côtés de son frère Federico Savina (it) qui fut ingénieur du son sur de nombreux enregistrements effectués pour Sarde ou d'autres. On sait peu de choses concernant sa relation avec Philippe Sarde, en dehors du fait qu'il a travaillé comme orchestrateur mais surtout qu'il fut son chef d'orchestre de 1973 à 1988, sans doute pour apporter un cachet plus symphonique (par exemple sur Sept Morts sur ordonnance ou Barocco) à la facette jazz de Rostaing.
Ennio Morricone, qui fut l'assistant de Carlo Savina au début des années 1950, se souvient d'un musicien ouvert d'esprit et qui avait une « sensibilité très musicale et une écriture soignée très en phase avec les arrangements qui se faisaient à ce moment-là ». Ce soin se retrouve tout particulièrement dans les partitions qu'il a orchestrées et dirigées comme Un taxi mauve, Le Crabe-Tambour, Le Toubib ou Fort Saganne.

### Peter Knight
À la fin des années 1970, alors qu'il est déjà parvenu au zénith de son inspiration, Philippe Sarde cherche à élargir ses ambitions et pourquoi pas, à s'internationaliser (ce qu'il fera d'ailleurs dès 1981 avec La Guerre du feu et Le Fantôme de Milburn). Pour réaliser les orchestrations du film franco-britannique Tess de son complice Roman Polanski ; Sarde décide de collaborer avec Peter Knight, un arrangeur, compositeur et chef d'orchestre anglais qui démarra dès les années 1950 dans la musique légère, fonda le Peter Knight Orchestra, un orchestre de danse, et travailla pour d'innombrables artistes de variétés comme Petula Clark, Dusty Springfield, The Carpenters, et même le chanteur inclassable Scott Walker.
Mais le britannique doit surtout sa réputation pour avoir écrit et arrangé la partie symphonique de l'album culte Days of Future Passed des Moody Blues, et qui contient le succès Nights in White Satin qui mélange les sons typiques d'une chanson rock aux cordes soyeuses du London Festival Orchestra. L'écoute de ce disque révèle en tout cas un musicien au métier impressionnant, parfois similaire à celui de Michel Legrand (des flûtes souvent mises en avant, nombreux arpèges de harpe et sonorités cristallines…). Certaines envolées spectaculaires ne sont d'ailleurs pas sans évoquer celles des futurs Guerre du feu et Coup de torchon.
Sarde considérait Peter Knight « comme un des meilleurs au monde », et il a collaboré avec lui sur presque tous les films dont il a écrit la musique depuis la fin de l'année 1979 jusqu'à son décès en 1985. C'est le réalisateur Jean-Jacques Annaud (dont le film La Guerre du feu constitue l'un des sommets de la carrière de Knight) qui lui a rendu le plus bel hommage en confiant à Stéphane Lerouge « qu'il était (pour Sarde) un génial complice d'écriture, un grand compositeur en retrait qui ne voulait pas se frotter aux metteurs en scène ».

### Autres orchestrateurs
Après la disparition de l'arrangeur britannique, Sarde a eu beaucoup de mal à retrouver des partenaires de la même trempe, même s'il a continué sa collaboration avec Carlo Savina notamment sur La Pirate et Fort Saganne. Au milieu des années 1980, il engage l'arrangeur de jazz Billy Byers qui, malgré la réussite d'Harem, ne parvient pas toujours à saisir la subtilité de l'écriture du compositeur, notamment sur Pirates. Pour cette raison, Sarde lui adjoint parfois l'aide du compositeur et arrangeur Hubert Bougis (qui a travaillé surtout pour le cinéma, certaines comédies musicales et la variété française) qui finira par devenir son orchestrateur quasi exclusif à partir de 1990. Après la mort de Bougis en 2009, le compositeur a parfois collaboré de façon sporadique avec Nic Raine (pt), avant de rencontrer le jeune Dominique Spagnolo, qui est devenu depuis son orchestrateur et chef d'orchestre attitré.

## Thèmes musicaux

### Un mélodiste thématique et intemporel
Le journaliste Alain Lacombe a décrit Philippe Sarde comme étant un compositeur « thématique », doté en outre de « dons de mélodiste » ce qui peut le rapprocher de confrères de la génération précédente comme Francis Lai ou Michel Legrand. Le compositeur a affirmé à ce sujet que : « En général, j'essaie d'être mélodiste, qu'il y ait toujours un air, même s'il est à moitié caché, pour que les gens ne soient pas perdus. je fais toujours attention à ça. » Il est aujourd'hui très critique concernant les pratiques actuelles de la musique de film : « Je regrette qu'il n'y ait plus d'air du tout dans les films. […] C'est pour moi comme du sound-design, ce que je trouve dommage. Je ne sais pas si les gens ne savent plus faire de mélodies, je n'en connais pas la raison. Il est pourtant certain que tout le charme des grands films américains, français ou italiens venaient de leurs mélodies. »
Ce qui ne l'empêche pas d'insister sur le fait de rester intemporel et d'éviter le plus possible « d'être à la mode. » Cette intransigeance a pu engendrer parfois des conflits avec certains producteurs ou acteurs, notamment Jean-Paul Belmondo qui désirait une musique disco pour Le Guignolo. Le compositeur et le réalisateur Georges Lautner se sont opposés au choix du comédien car ils ne voulaient pas d'une bande originale qui fasse vieillir prématurément le film. L'acteur s'est ensuite brouillé avec le musicien, et n'a plus voulu de lui pour son film suivant.

### Développement et reprise des thèmes
Philippe Sarde n'hésite pas à retravailler certains de ses thèmes musicaux pour en proposer de nouvelles variations sur d'autres films : c'est le cas pour le thème musical du film Le Chat qui sera ré-exploité sur Le Fantôme de Milburn, ou pour ceux du film Le Choc, dont l'un a été réutilisé sur The Manhattan Project et l'autre dans Le bossu (pour la piste Les noces de Caylus). Ce qui l'a exposé parfois à de nombreuses critiques, y compris de son biographe Daniel Bastié qui regrette par exemple que le disque de la bande originale du film Les Égarés se contente de reprendre la quasi totalité de celui de L'Adolescente (épuisé depuis longtemps) sans le mentionner explicitement dans son livret. À cet égard, le musicien assume totalement ce recyclage en affirmant : « Qui peut oser me dire en face que je fais toujours la même musique ? Les thèmes n'ont aucune importance, seule compte la manière dont ils sont traités. Je peux faire dix musiques de films avec le même thème. L'important, c'est la manière de l'arranger, de le renverser. »
Il a confié à Gérard Dastugue qu'il agissait souvent « comme un peintre qui commencerait une esquisse, la retravaillerait et la ferait aboutir une quinzaine d'années plus tard » et on pourrait presque le comparer, toute proportion gardée, à un jazzman paraphrasant ou développant un « standard ». Le musicologue André Hodeir semble définir à merveille le travail de recréation que Sarde applique à ses propres thèmes, quand il explique que « L'acte de création [de l'improvisateur de jazz] peut se manifester presque aussi librement au cours d'un simple exposé de thème que dans l'invention d'un chorus. Par les ressources qu'offrent le modelage de la matière sonore et une sorte de recréation rythmique du thème qu'il interprète, le musicien, sans s'en écarter considérablement, peut le renouveler dans son essence même. »

### Liste des thèmes réutilisés d'un film à l'autre
N.B.: les informations mentionnées dans cette liste non exhaustive proviennent essentiellement des travaux universitaires de Gérard Dastugue portant sur la réutilisation des thèmes de Philippe Sarde, ainsi que des recherches effectuées par son biographe Daniel Bastié. Les références pointent vers les pages qui mentionnent les thèmes réutilisés, ou à défaut qui analysent le film en question.
| Année de création | Film d'origine                                  | Réutilisation dans : |
| ----------------- | ----------------------------------------------- | --- |
| 1966              | Florence (court-métrage)                        | Dorothea (le thème du générique de fin reprend la Balade extraite de Florence avec une orchestration différente). |
| 1966              | Florence (court-métrage)                        | Flic ou Voyou (le thème principal reprend le morceau En route extrait de Florence, et le thème romantique de Tendresse trompette réutilise la Balade en version jazz). |
| 1967              | Diaboliquement vôtre (partition rejetée)        | Deux Hommes dans la ville (écarté par l'acteur Alain Delon de la postproduction du dernier film de Julien Duvivier pour lequel il avait écrit un thème principal très mélancolique ; le compositeur soumet le même thème quelques années plus tard à Georges Lautner pour la bande originale du film Laisse aller... c'est une valse ! mais le réalisateur ne retient pas sa proposition. Fâché avec François de Roubaix qui devait composer la musique de Deux Hommes dans la ville de José Giovanni, Alain Delon demande finalement à Philippe Sarde d'en écrire la bande originale, dans laquelle ce dernier réutilise le thème écrit initialement pour Duvivier). |
| 1969              | Des comme toi (chanson pour Régine)             | Barocco (après une introduction atonale, la partie A du thème générique du film de Téchiné réutilise le motif du refrain de la chanson originelle, dans une orchestration très agressive pour cuivres et cordes aiguës avec un tempo frénétique qui le transforme totalement. Interprétée dans un cabaret, la chanson On se voit se voir écrite pour Marie France, reprend la même mélodie que celle de Régine mais avec des paroles différentes et un arrangement plus sophistiqué),. |
| 1970              | Les Choses de la vie                            | Le Locataire (la séquence atonale de L'accident Ralenti des Choses de la vie est l'ébauche du motif entendu au début de la piste Apparitions du film de Polanski). |
| 1970              | Sortie de secours                               | L'Ami de Vincent (le thème du personnage joué par Régine dans le film d'origine est réinterprété en version big band par le trompettiste Clark Terry en tant que thème principal du film de Granier-Deferre. L'organiste Eddy Louiss le rejoue aussi mais cette fois en combo jazz dans le morceau bonus Ballade pour Bertrand de l'édition CD de Beau-père). |
| 1970              | Sortie de secours                               | Les Sœurs fâchées (la simple java à l'accordéon entendue dans le Café du centre de Sortie de secours se retrouve sous la forme d'une valse viennoise symphonique dans le morceau Trois jours à Paris). |
| 1970              | La Liberté en croupe                            | Le Choc (la chanson Mon enfance est un rubis interprétée par le groupe vocal The Swingle Singers est reprise plusieurs fois en tant que thème d'amour dans le film de Robin Davis). |
| 1970              | La Liberté en croupe                            | Tess (la mélodie de Laurence chantée par The Swingle Singers se retrouve comme thème principal du film de Polanski mais transfigurée par une orchestration très brahmsienne). |
| 1971              | Max et les Ferrailleurs                         | Vincent, François, Paul... et les autres (le motif B du thème principal reprend celui de Max et les Ferrailleurs avec des cordes en trémolo). |
| 1971              | Le Chat                                         | Le Fantôme de Milburn (le film américain reprend le thème du Chat avec une orchestration plus hollywoodienne évoquant parfois Miklós Rózsa). |
| 1971              | Le Chat                                         | Un sac de billes (l'introduction du générique reprend celle - à l'accordéon seul - de la piste Le cirque extraite du Chat avec une orchestration modifiée et un vibrato exagéré). |
| 1971              | Le Chat                                         | Noyade interdite (la chanson Le temps des souvenirs y est reprise sous forme sifflée). |
| 1971              | La Veuve Couderc                                | L'Horloger de Saint-Paul (le foxtrot Péniche New Orleans écrit à l'origine pour La veuve Couderc mais non retenu par le réalisateur Granier-Deferre, s'échappe de l'autoradio d'une automobile lors d'un trajet dans les rues de Lyon et la campagne lyonnaise, au cours duquel les passagers peuvent voir des vacanciers s'amuser le long des rives de la Saône dans le film de Tavernier),. |
| 1971              | La Veuve Couderc                                | Garçon ! (la java à l'accordéon pour Le bal de La Veuve Couderc a été recyclée dans une séquence de fête foraine du film Garçon !, puis adaptée sous une forme chantée dans La chanson d'Edith du Parfum de la dame en noir de Bruno Podalydès. |
| 1972              | Hellé                                           | Beau-père (le thème orchestral d'Hellé est repris en jazz au piano dans le film de Blier, et réapparaît tel quel dans la Ballade pour Patrick, morceau bonus de la réédition CD de Beau-père). |
| 1972              | Liza                                            | La Race des seigneurs (le thème de type big band avec cordes et son introduction, se retrouvent sur le film de Granier-Deferre mais avec une orchestration et un tempo légèrement différent). |
| 1972              | Le Droit d'aimer                                | Lovesick (le thème romantique du film de Éric Le Hung est recyclé sous une version encore plus sophistiquée et avec une flûte très présente). |
| 1973              | La Valise                                       | Lucie Aubrac (la piste easy listening Martini Dry a resservi pour le thème principal du film de Claude Berri mais sous la forme d'un trio de musique de chambre). |
| 1973              | Le Fils                                         | K (reprise du thème du Fils mais avec une orchestration plus symphonique rappelant le folklore juif avec clarinette et violon soliste). |
| 1973              | Les Corps célestes                              | Mille milliards de dollars (le thème principal pour petit orchestre et saxophone écrit pour le film de Gilles Carle a été radicalement transformé sous la forme d'une petite suite pour quatre pianos et alto). |
| 1973              | Le Train                                        | Souvenirs d'en France (le film du jeune Téchiné a été monté entièrement avec la bande originale du film de Granier-Deferre. De la même façon, Jean-Pierre Jeunet a également utilisé plusieurs pistes du Train pour son court-métrage d'animation Le Manège,). |
| 1973              | Le Train                                        | Le Locataire (on peut réentendre l'introduction très agressive aux cordes du thème L'Attaque lors de la séquence de paranoïa au cours de laquelle Trelkovsky est agressé en pleine nuit par des voisins invisibles tentant de s'introduire dans son appartement). |
| 1973              | Le Train                                        | Alice et Martin (plusieurs pistes comme Dédicace à Juliette ou L'Alhambra de la bande originale du film de Téchiné s'inspirent du thème de La guerre tiré du Train mais dans un arrangement beaucoup plus lent et dépouillé. On retrouve plus récemment le même thème dans sa version Dédicace à Juliette sur la piste Auguste Rodin tirée du film Rodin de Jacques Doillon). |
| 1974              | L'Horloger de Saint-Paul                        | L.627 (la séquence de la visite à la nourrice dans le premier long-métrage de Tavernier a été recyclée sous une autre forme dans L.627 lors de l'épisode du retour à Lyon). |
| 1974              | Les Seins de glace                              | Les Deux amis (le thème mélancolique du film de Lautner joué par le violon électrique de Michel Ripoche réapparaît mais en version acoustique dans la piste Retour En Prison du film de Louis Garrel). |
| 1974              | Lancelot du Lac                                 | Le Choc (le thème à la bombarde qui ouvre le court générique de Lancelot est réinterprété et imité par le saxophone soprano de Wayne Shorter avec une orchestration jazz-fusion et un tempo un peu plus lent). |
| 1974              | Lancelot du Lac                                 | Rendez-vous (on retrouve furtivement le même thème dans sa version jazz-fusion lors d'un spectacle de cabaret présenté par le personnage joué par Lambert Wilson). |
| 1974              | Lancelot du Lac                                 | Le bossu (le thème moyenâgeux d'origine revient cette fois dans Les noces de Caylus extrait du film historique de Philippe de Broca dans une orchestration proche mais avec un tempo très ralenti). |
| 1974              | Lancelot du Lac                                 | La Fille du RER (le générique du film originel de Bresson est ré-utilisé tel quel dans le film de Téchiné, qui s'ouvre sur des images de l'intérieur d'un tunnel ferroviaire). |
| 1974              | La Confession d'un enfant du siècle             | Un taxi mauve (la partie A du thème générique est reprise en plus ample en tant que thème principal du film de Boisset, et on la retrouve plus tard dans un thème secondaire de Noyade interdite, Concerto for the Earth (Concierto por la Tierra) et Le Grand Meaulnes avec une construction rythmique et un tempo totalement transformé). |
| 1974              | La Confession d'un enfant du siècle             | Le Juge et l'Assassin (la partie B du thème d'origine est l'ébauche du futur thème de Bouvier l'éventreur joué à l'accordéon diatonique dans le film de Tavernier, tandis que l'étrange thème de 8 notes lié au personnage interprété par Marie-Christine Barrault dans le premier épisode Le bruit de la vie, a été réutilisé avec un tempo un peu différent dans la piste Première lettre à Louise du Juge et l'assassin). |
| 1974              | La Confession d'un enfant du siècle             | Marie-poupée (un thème mélancolique, s'inspirant d'une aria du XVIIIe siècle écrite par Antonio Caldara, et que l'on entend lors d'une scène d'auberge dans le premier épisode, a été réutilisé comme thème principal de Marie-poupée, puis dans Violette et François de Jacques Rouffio sous le titre de La lettre de Violette). |
| 1974              | La Confession d'un enfant du siècle             | L'Adolescente (lors de deux scènes de bal dans un village, on peut entendre une première ébauche du futur thème en forme de valse de l'Adolescente, qui se retrouvera un peu plus tard dans la seconde partie de la séquence de l'Usine du Juge Fayard dit « le Shériff » d'Yves Boisset). |
| 1975              | Sept Morts sur ordonnance                       | Le Petit Garçon (le morceau Cher Vieux du film de Rouffio a resservi pour la piste Avant guerre du film de Granier Deferre mais sous une forme plus orchestrée). |
| 1975              | La Cage                                         | La Tribu (le thème principal du film de Granier Deferre a resservi pour celui de Boisset). |
| 1975              | La Cage                                         | Quai d'Orsay (le même thème réapparaît avec une instrumentation un peu plus chambriste et des nouveaux arrangements). |
| 1975              | Pas de problème !                               | Le Fils préféré (le thème nostalgique de la comédie de Lautner est repris comme thème secondaire dans le film de Garcia dans une orchestration plus chambriste voire jazz),. |
| 1975              | Un sac de billes                                | Ennemis intimes (dans les pistes Moto circus et Déferlante, on retrouve le thème du générique du film de Doillon dans un arrangement un peu différent). |
| 1976              | Barocco                                         | Passe montagne (réutilisation du thème principal du long-métrage de Téchiné). |
| 1976              | Barocco                                         | La Fille du RER (La Fille du RER réutilise plusieurs motifs déjà présents dans Barocco dont celui du morceau Mais Vous Vivez De Quoi ? pour le générique de fin). |
| 1976              | Le Locataire                                    | Il faut tuer Birgitt Haas (le thème joué à l'harmonica de verre dans la piste L'appel du verre revient dans le film de Heynemann sous une forme plus wagnérienne jouée uniquement par des violons et alti dans le registre suraigu. La version wagnérienne se retrouve presque à l'identique en tant que thème récurrent du film E la chiamano estate de Paolo Franchi). |
| 1976              | Le Locataire                                    | La Femme flic (un thème enfantin de type boîte à musique, nommé The Park dans la réédition intégrale du Locataire parue sur le label Quartet Records et enregistré pour la séquence du jardin des Tuileries dans le film de Polanski resservira avec une orchestration beaucoup plus lyrique dans le drame policier de Boisset). |
| 1976              | On aura tout vu                                 | Mort d'un pourri (le tendre thème du générique de fin d'On aura tout vu a resservi en tant que thème principal pour le thriller de Lautner avec Alain Delon),. |
| 1977              | Des enfants gâtés                               | Le Crabe-Tambour (une courte séquence près d'un restaurant vietnamien dans le film de Schoendoerffer fait réentendre la chanson Paris Jadis du film de Tavernier). |
| 1977              | Un taxi mauve                                   | E la chiamano estate (on retrouve, à peine transformé, le motif quasi atonal de six notes de la première partie de La maison Templar dans plusieurs morceaux dont le Mouvement V du film de Paolo Franchi, la seconde partie se retrouvant dans le Mouvement II). |
| 1978              | Une histoire simple                             | Nelly et Monsieur Arnaud (nouvelle composition symphonique bâtie en grande partie à partir du morceau Le temps qui passe composé pour le film de 1978),. |
| 1978              | Le Sucre                                        | Ennemis intimes (on retrouve un fragment de la partie mélancolique du thème principal du film de Rouffio dans un thème secondaire d'Ennemis intimes, notamment à la fin de la piste Billy. La même année, le même thème mélancolique a été adapté en version chambriste pour flûte, violoncelle et harpe, dans Les Idiots de Jean-Daniel Verhaeghe). |
| 1978              | La Clé sur la porte                             | Every Time We Say Goodbye (recyclage du thème principal tiré de l'aria Se tu m'ami de Parisotti). |
| 1978              | La Clé sur la porte                             | Pour Sacha (le même thème adapté de l'aria de Parisotti réapparaît en version symphonique et ré-harmonisée dans la piste Quand On Aime, Il Faut Partir). |
| 1979              | L'Adolescente                                   | Le Fantôme de Milburn (le Love Theme recycle la valse de L'Adolescente sous une forme très transformée mais toujours reconnaissable). |
| 1979              | L'Adolescente                                   | L'Été prochain (le thème principal de L'Adolescente revient dans le film de Trintignant en version concertante avec piano). |
| 1979              | L'Adolescente                                   | La Vieille qui marchait dans la mer (le thème principal du film de Heynemann reprend la chanson de l'Adolescente en version instrumentale mais avec des arrangements modifiés). |
| 1979              | L'Adolescente                                   | La Maison assassinée (la valse de l'Adolescente se retrouve dans la scène de bal du film de Lautner). |
| 1979              | L'Adolescente                                   | Les Égarés (l'édition CD des Égarés reprend presque intégralement le 33 tours d'origine de L'adolescente avec des titres différents et un morceau extrait du Train, mais la musique entendue dans le film utilise une autre orchestration et sans Stéphane Grappelli, décédé six ans avant l'enregistrement). |
| 1979              | Le Toubib                                       | Hiver 54, l'abbé Pierre (le thème du Toubib a été recyclé sous une forme jazz-musette). |
| 1980              | Le Guignolo                                     | Mon beau-frère a tué ma sœur (la seconde partie à la mandoline du thème romantique de la comédie de Lautner est réutilisée dans le thème principal du film de Rouffio). |
| 1980              | Chère inconnue                                  | Harem (le thème, originellement écrit pour piano, du film de Mizrahi réapparaît avec diverses variations en tant que thème secondaire sur Harem, par exemple dans une piste orientalisante comme Hammam, ou bien en piano jazz sur Freedom). |
| 1981              | Allons z'enfants                                | Le Diable au Corps (en) (le film australien recycle les principaux thèmes du drame de Boisset, et le téléfilm français Le Rouge et le Noir réutilise lui aussi son thème mélancolique dans un autre arrangement). |
| 1981              | Allons z'enfants                                | Fort Saganne (un thème de parade militaire comme Exercices revient dans des morceaux plus orchestraux comme Fantasia du film de Corneau). |
| 1981              | Les Ailes de la colombe                         | La Pirate (un thème entendu lorsque Sandro écrit une lettre à Catherine au milieu du film Les Ailes de la colombe est recyclé en tant que thème secondaire dans le film de Doillon). |
| 1981              | La Nuit ensoleillée                             | Joyeuses Pâques (le thème principal très country-jazz du film de Patrick Segal a été réutilisé dans celui de Lautner mais sous une forme plus conventionnelle). |
| 1981              | Est-ce bien raisonnable ?                       | L'Histoire de Piera (réutilisation du même thème et des solistes Stan Getz et Eddy Louiss déjà entendus chez Lautner). |
| 1981              | Est-ce bien raisonnable ?                       | La Pirate (le thème secondaire du film de Lautner est réutilisé dans celui de Doillon avec une orchestration radicalement différente écrite pour deux orchestres à cordes et un saxophone). |
| 1982              | Que les gros salaires lèvent le doigt !         | Les Deux Crocodiles (réutilisation de la chanson principale de Drupi entendue dans la comédie de Denys Granier-Deferre). |
| 1982              | Le Choc                                         | Le Projet Manhattan (le thème L'épopée se retrouve sur les morceaux Plutonium et Ithaca avec une orchestration plus hollywoodienne). |
| 1983              | Une jeunesse                                    | Les Sœurs fâchées (la rengaine Les yeux verts interprétée par Ariane Lartéguy dans le film de Mizrahi deviendra, avec de nouvelles paroles, la chanson Rue de Jollières dans le film d'Alexandra Leclère, et servira comme ébauche pour le thème de Garçon ! de Claude Sautet). |
| 1983              | Une jeunesse                                    | La Garce (des fragments de la chanson J'ai jeté mon cœur dans les vagues, également chantée par Ariane Lartéguy dans Une jeunesse seront réutilisés dans le film de Christine Pascal, l'un comme thème pour le personnage joué par Isabelle Huppert et l'autre dans le générique de fin, interprétés par le saxophoniste Phil Woods, l'accordéoniste Gilbert Roussel et le Quatuor Chilingirian. Les mêmes fragments mélodiques seront réentendus à nouveau dans une longue version concertante pour violon, clarinette et piano, intitulée La guerre à 9 ans et qui figure dans la bande originale du Petit Garçon de Pierre Granier-Deferre).                       |
| 1983              | Attention, une femme peut en cacher une autre ! | Pirates (le thème principal du film de Polanski réutilise l'espiègle concertino pour flûte entendu dans le générique du film de Lautner mais avec une orchestration épique et musclée en hommage à Erich Wolfgang Korngold). |
| 1983              | Garçon !                                        | Les Sœurs fâchées (la comédie d'Alexandra Leclère recycle le thème de Garçon avec des arrangements différents). |
| 1983              | Premiers Désirs                                 | Cours privé (le thème principal du drame de Granier-Deferre réutilise le thème debussyste des Parasols au piano mais avec parfois plusieurs variations dont une version avec guitare électrique. Ce même thème réapparaîtra dans Les Deux amis de Louis Garrel). |
| 1983              | Premiers Désirs                                 | La Maison de jade (le film de Trintignant reprend le thème générique de Premiers désirs dans un arrangement plus néo-classique, de même que le plus récent Je m'appelle Élisabeth de Jean-Pierre Améris). |
| 1983              | Premiers Désirs                                 | La Couleur du vent (autre réutilisation interprétée cette fois par le Modern Jazz Quartet avec une couleur rétro). |
| 1983              | Premiers Désirs                                 | Max et Jérémie (la piste Un marché dans le Sud du film de Claire Devers s'inspire du thème orchestral En Bateau, mais avec un tempo très lent et dans un arrangement jazz-fusion dans lequel il devient presque méconnaissable). |
| 1984              | La Garce                                        | Le Petit Garçon (l'intro du générique ainsi que le thème principal du drame de Christine Pascal est repris un peu plus lentement et dans une orchestration plus chambriste sur la piste La guerre à 9 ans du film de Granier-Deferre). |
| 1985              | Ça n'arrive qu'à moi                            | Pirates (un motif déjà présent dans la comédie d'aventure de Perrin deviendra le mystérieux thème du Trône du film de Polanski). |
| 1985              | Rendez-vous                                     | Alice et Martin (la piste Dans le regard d'Alice de la bande originale d'Alice et Martin reprend le thème de Rendez-vous au piano solo). |
| 1985              | Harem                                           | L'Amérique en otage (le générique du téléfilm de Kevin Connor recycle un motif oriental de 6 notes extrait de la piste New York de la bande originale d'Harem). |
| 1985              | Harem                                           | Colette, une femme libre (le CD de la musique du téléfilm reprend la quasi totalité des thèmes de la bande originale d'Harem, avec des pistes en moins). |
| 1985              | La Tentation d'Isabelle                         | Le bossu (réutilisation d'un motif rapide et nerveux audible dans le film de Doillon mais avec des instruments anciens sur la piste Dieu se met toujours du côté des plus forts). |
| 1985              | Le Dernier Civil                                | Mademoiselle (Philippe Sarde s'est souvenu du thème du téléfilm Le Dernier Civil que l'on retrouve dans le film de Lioret sous une forme symphonique avec piano soliste, mais aussi dans une version jazz). |
| 1986              | Mon beau-frère a tué ma sœur                    | Faux et Usage de faux (la ritournelle obsessionnelle du film de Rouffio a été recyclée dans le film de Heynemann dans un arrangement pour trio piano-clarinette-violon.). |
| 1987              | Ennemis intimes                                 | L'ange de la destruction (réutilisation du thème orchestral et acoustique du film de Denis Amar dans une nouvelle orchestration métissant le London Symphony Orchestra à des sons de percussions synthétiques). |
| 1988              | La Travestie                                    | Le Mystère de la chambre jaune (le thème du pré-générique du film de Boisset réapparaît en tant que motif secondaire dans le générique début de la comédie policière de Podalydès, et l'étrange valse du générique devient le thème du personnage de Mathilde Stangerson arrangé pour un petit orchestre de chambre),. |
| 1988              | Mangeclous                                      | Le bossu (le troisième tableau néo-classique de la musique du film de Mizrahi est réutilisé avec des instruments anciens pour le thème générique de celui de Philippe de Broca). |
| 1990              | La Fille des collines                           | La Princesse de Montpensier (le mystérieux thème principal écrit pour ensemble de chambre et synthétiseur, qui apparaît dans le générique début du drame de Robin Davis se retrouve sur la piste Une âme aussi fière que la vôtre de la bande originale du film historique de Tavernier, arrangé pour des instruments anciens et interprété par l'ensemble Pro Arte Orchestra (en)). |
| 1991              | Jalousie                                        | La Fille de d'Artagnan (le thème du personnage d'Eloïse provient d'un film obscur de Kathleen Fonmarty). |
| 1994              | La Fille de d'Artagnan                          | Un frère (le thème principal du film de Sylvie Verheyde réutilise le thème de La passion selon Eloïse en version jazz avec notamment le contrebassiste Ron Carter en soliste). |
| 1995              | Nelly et Monsieur Arnaud                        | Le bossu (un petit motif bâti à partir d'une gamme descendante provenant d'un thème secondaire du film de Sautet se retrouve dans la seconde partie de la piste Il Teatro Del Sol avec une orchestration différente),. |
| 1996              | Les Voleurs                                     | Le Mystère de la chambre jaune (recyclage à l'identique du sixième mouvement des Voleurs dans la piste L'amour secret du film de Podalydès). |

## Filmographie

### Comme compositeur

#### Cinéma

##### Années 1970
- 1970 : Les Choses de la vie de Claude Sautet
- 1970 : Sortie de secours de Roger Kahane
- 1970 : La Liberté en croupe d'Édouard Molinaro
- 1971 : Max et les Ferrailleurs de Claude Sautet
- 1971 : Le Chat de Pierre Granier-Deferre
- 1971 : La Veuve Couderc de Pierre Granier-Deferre
- 1972 : Hellé de Roger Vadim
- 1972 : Liza de Marco Ferreri
- 1972 : Le Droit d'aimer de Éric Le Hung
- 1972 : César et Rosalie de Claude Sautet
- 1973 : Le Fils de Pierre Granier-Deferre
- 1973 : La Grande Bouffe de Marco Ferreri
- 1973 : Les Corps célestes de Gilles Carle
- 1973 : La Valise de Georges Lautner
- 1973 : Le Mariage à la mode de Michel Mardore
- 1973 : Deux Hommes dans la ville de José Giovanni
- 1973 : Le Train de Pierre Granier-Deferre
- 1973 : Charlie et ses deux nénettes de Joël Séria
- 1974 : L'Horloger de Saint-Paul de Bertrand Tavernier
- 1974 : Touche pas à la femme blanche ! de Marco Ferreri
- 1974 : Dorothea de Peter Fleischmann
- 1974 : La Race des seigneurs de Pierre Granier-Deferre
- 1974 : Lancelot du Lac de Robert Bresson
- 1974 : Les Seins de glace de Georges Lautner
- 1974 : Vincent, François, Paul... et les autres de Claude Sautet
- 1975 : Un divorce heureux de Henning Carlsen
- 1975 : La Cage de Pierre Granier-Deferre
- 1975 : Pas de problème ! de Georges Lautner
- 1975 : Les Galettes de Pont-Aven de Jöel Séria
- 1975 : Souvenirs d'en France d'André Téchiné
- 1975 : Sept Morts sur ordonnance de Jacques Rouffio
- 1975 : Adieu poulet de Pierre Granier-Deferre
- 1975 : Un sac de billes de Jacques Doillon
- 1976 : Le Juge et l'Assassin de Bertrand Tavernier
- 1976 : La Dernière Femme de Marco Ferreri
- 1976 : Le Locataire de Roman Polanski
- 1976 : On aura tout vu de Georges Lautner
- 1976 : Marie-poupée de Jöel Séria
- 1976 : Mado de Claude Sautet
- 1976 : Barocco d'André Téchiné
- 1977: Le Juge Fayard dit « le Shériff » de Yves Boisset
- 1977 : Violette et François de Jacques Rouffio
- 1977 : Un taxi mauve d'Yves Boisset
- 1977 : … Comme la lune de Joël Séria
- 1977 : Des enfants gâtés de Bertrand Tavernier
- 1977 : La Vie devant soi de Moshé Mizrahi
- 1977 : Le Crabe-Tambour de Pierre Schoendoerffer
- 1977 : Mort d'un pourri de Georges Lautner
- 1978 : Rêve de singe de Marco Ferreri
- 1978 : Ils sont fous ces sorciers de Georges Lautner
- 1978 : Passe montagne de Jean-François Stévenin
- 1978 : Le Sucre de Jacques Rouffio
- 1978 : Une histoire simple de Claude Sautet
- 1978 : La Clé sur la porte d'Yves Boisset
- 1979 : L'Adolescente de Jeanne Moreau
- 1978 : Flic ou Voyou de Georges Lautner
- 1979 : Pipicacadodo de Marco Ferreri
- 1979 : Tess de Roman Polanski
- 1979 : Le Toubib de Pierre Granier-Deferre

##### Années 1980
- 1980 : La Femme flic d'Yves Boisset
- 1980 : Le Guignolo de Georges Lautner
- 1980 : Chère inconnue de Moshé Mizrahi
- 1980 : Un mauvais fils de Claude Sautet
- 1981 : Allons z'enfants d'Yves Boisset
- 1981 : Est-ce bien raisonnable ? de Georges Lautner
- 1981 : Les Ailes de la colombe, de Benoît Jacquot
- 1981 : Beau-père de Bertrand Blier
- 1981 : La Nuit ensoleillée de Patrick Segal
- 1981 : Le Choix des armes d'Alain Corneau
- 1981 : Il faut tuer Birgitt Haas de Laurent Heynemann
- 1981 : Conte de la folie ordinaire de Marco Ferreri
- 1981 : Coup de torchon de Bertrand Tavernier
- 1981 : Hôtel des Amériques d'André Téchiné
- 1981 : Le Fantôme de Milburn (Ghost Story) de John Irvin
- 1981 : La Guerre du feu de Jean-Jacques Annaud
- 1981 : Une étrange affaire de Pierre Granier-Deferre
- 1982 : Mille milliards de dollars d'Henri Verneuil
- 1982 :  L'Étoile du Nord de Pierre Granier-Deferre
- 1982 : Le Choc de Robin Davis
- 1982 : Que les gros salaires lèvent le doigt ! de Denys Granier-Deferre
- 1982 : L'Honneur d'un capitaine de Pierre Schoendoerffer
- 1983 : L'Histoire de Piera de Marco Ferreri
- 1983 : J'ai épousé une ombre de Robin Davis
- 1983 : Lovesick de Marshall Brickman
- 1983 : Une jeunesse de Moshé Mizrahi
- 1983 : Stella de Laurent Heynemann
- 1983 : Attention, une femme peut en cacher une autre ! de Georges Lautner
- 1983 : L'Ami de Vincent de Pierre Granier-Deferre
- 1983 : Garçon ! de Claude Sautet
- 1983 : Premiers Désirs de David Hamilton
- 1984 : Fort Saganne d'Alain Corneau
- 1984 : La Pirate de Jacques Doillon
- 1984 : La Garce de Christine Pascal
- 1984 : Joyeuses Pâques de Georges Lautner
- 1985 : L'Été prochain de Nadine Trintignant
- 1985 : Ça n'arrive qu'à moi de Francis Perrin
- 1985 : Signé Charlotte de Caroline Huppert
- 1985 : Le Cowboy de Georges Lautner
- 1985 : Hors-la-loi de Robin Davis
- 1985 : Rendez-vous d'André Téchiné
- 1985 : Joshua Then and Now de Ted Kotcheff
- 1985 : La Tentation d'Isabelle de Jacques Doillon
- 1985 : L'Homme aux yeux d'argent de Pierre Granier-Deferre
- 1985 : Harem d'Arthur Joffé
- 1986 : Mon beau-frère a tué ma sœur de Jacques Rouffio
- 1986 : Pirates de Roman Polanski
- 1986 : Le Lieu du crime d'André Téchiné
- 1986 : Le Projet Manhattan (The Manhattan Project) de Marshall Brickman
- 1986 : Cours privé de Pierre Granier-Deferre
- 1986 : Every Time We Say Goodbye de Moshé Mizrahi
- 1986 : L'État de grâce de Jacques Rouffio
- 1986 : La Puritaine de Jacques Doillon
- 1986 : La Rage de vivre (en) de Moshé Mizrahi
- 1987 : Les mois d'avril sont meurtriers de Laurent Heynemann
- 1987 : Funny Boy de Christian Le Hémonet
- 1987 : Comédie ! de Jacques Doillon
- 1987 : Les Deux Crocodiles de Joël Séria
- 1987 : Noyade interdite de Pierre Granier-Deferre
- 1987 : Ennemis intimes de Denis Amar
- 1987 : De guerre lasse de Robert Enrico
- 1987 : Les Innocents d'André Téchiné
- 1988 : La Maison assassinée de Georges Lautner
- 1988 : La Travestie d'Yves Boisset
- 1988 : Quelques jours avec moi de Claude Sautet
- 1988 : L'Ours de Jean-Jacques Annaud
- 1988 : La Couleur du vent de Pierre Granier-Deferre
- 1988 : La Maison de jade de Nadine Trintignant
- 1988 : Mangeclous de Moshé Mizrahi
- 1989 : Le Diable au Corps (en) de Scott Murray (en)
- 1989 : Le Carrefour des innocents (Lost Angels) d'Hugh Hudson
- 1989 : L'Ami retrouvé (Reunion) de Jerry Schatzberg
- 1989 : L'Invité surprise de Georges Lautner
- 1989 : Hiver 54, l'abbé Pierre de Denis Amar
- 1989 : Chambre à part de Jacky Cukier
- 1989 : Music Box de Costa-Gavras

##### Années 1990
- 1990 : La Baule-les-Pins de Diane Kurys
- 1990 : La Fille des collines de Robin Davis
- 1990 : L'Île oubliée (Lord of the Flies) de Harry Hook (en)
- 1990 : Faux et Usage de faux de Laurent Heynemann
- 1990 : Le Petit Criminel de Jacques Doillon
- 1991 : L'ange de la destruction de Duncan Gibbins (en)
- 1991 : La Tribu d'Yves Boisset
- 1991 : Pour Sacha d'Alexandre Arcady
- 1991 : Jalousie de Kathleen Fonmarty
- 1991 : La Vieille qui marchait dans la mer de Laurent Heynemann
- 1991 : J'embrasse pas d'André Téchiné
- 1992 : La Voix de Pierre Granier-Deferre
- 1992 : Room Service de Georges Lautner
- 1992 : Max et Jérémie de Claire Devers
- 1992 : L.627 de Bertrand Tavernier
- 1993 : La Petite Apocalypse de Costa-Gavras
- 1993 : Le Jeune Werther de Jacques Doillon
- 1993 : Ma saison préférée d'André Téchiné
- 1993 : Poisson-lune de Bertrand Van Effenterre
- 1993 : Taxi de nuit de Serge Leroy
- 1994 : Qui a tué le chevalier (Uncovered) de Jim McBride
- 1994 : La Fille de d'Artagnan de Bertrand Tavernier
- 1994 : Le Fils préféré de Nicole Garcia
- 1995 : Le Petit Garçon de Pierre Granier-Deferre
- 1995 : Dis-moi oui d'Alexandre Arcady
- 1995 : À propos de Nice, la suite (segment Les Kankobals[s 43]) de Costa-Gavras
- 1995 : Nelly et Monsieur Arnaud de Claude Sautet
- 1996 : Les Voleurs d'André Téchiné
- 1996 : Ponette de Jacques Doillon
- 1997 : Lucie Aubrac de Claude Berri
- 1997 : K d'Alexandre Arcady
- 1997 : Un frère de Sylvie Verheyde
- 1997 : Mad City de Costa-Gavras (musique additionnelle)
- 1997 : Le bossu de Philippe de Broca
- 1998 : Alice et Martin d'André Téchiné
- 1998 : Je suis vivante et je vous aime de Roger Kahane

##### Années 2000
- 2000 : Là-bas... mon pays d'Alexandre Arcady
- 2000 : Princesses de Sylvie Verheyde
- 2000 : Mademoiselle de Philippe Lioret
- 2002 : Entre chiens et loups d'Alexandre Arcady
- 2003 : Le Mystère de la chambre jaune de Bruno Podalydès
- 2003 : Les Égarés d'André Téchiné
- 2003 : Raja de Jacques Doillon
- 2004 : A Less Bad World (en) (Un mundo menos peor) d'Alejandro Agresti
- 2004 : Les Sœurs fâchées d'Alexandra Leclère
- 2004 : Claude Sautet ou la Magie invisible (documentaire) de N.T. Binh, musique additionnelle d'Olivier Hutman
- 2005 : Le Parfum de la dame en noir de Bruno Podalydès
- 2006 : Le Grand Meaulnes de Jean-Daniel Verhaeghe
- 2006 : Je m'appelle Élisabeth de Jean-Pierre Améris
- 2007 : Les Témoins d'André Téchiné
- 2007 : Marco Ferreri, il regista che venne dal futuro (it) (documentaire) de Mario Canale
- 2009 : La Fille du RER d'André Téchiné

##### Années 2010
- 2010 : Le Mariage à trois de Jacques Doillon
- 2010 : La Princesse de Montpensier de Bertrand Tavernier
- 2010 : Once I Was (he) (פעם הייתי) d'Avi Nesher
- 2010 : Streamfield, les carnets noirs de Jean-Luc Miesch
- 2012 : E la chiamano estate de Paolo Franchi
- 2013 : Quai d'Orsay de Bertrand Tavernier, musique additionnelle de Bertrand Burgalat
- 2013 : La pazza della porta accanto - Conversazione con Alda Merini (it) (documentaire) de Antonietta De Lillo, musique additionnelle de Ascanio Celestini
- 2013 : Young Couples de Marc di Domenico
- 2015 : Les Deux amis de Louis Garrel
- 2017 : Rodin de Jacques Doillon
- 2018 : L'Homme fidèle de Louis Garrel

##### Années 2020
- 2023 : Borgo de Stéphane Demoustier
- 2025 : Moi qui t'aimais de Diane Kurys

#### Télévision
- 1974 : La Confession d'un enfant du siècle de Claude Santelli, téléfilm en deux parties
- 1976 : L'homme en question, émission de débat diffusée à partir de 1976, et dont le générique reprend la bande originale de César et Rosalie[s 44]
- 1985 : Le Dernier Civil (film) de Laurent Heynemann, téléfilm en deux parties
- 1986 : Qui c'est ce garçon ? de Nadine Trintignant, téléfilm en trois parties
- 1987 : Les Idiots de Jean-Daniel Verhaeghe
- 1988 : L'Argent (du roman d'Émile Zola) de Jacques Rouffio, téléfilm en trois parties
- 1991 : L'Amérique en otage de Kevin Connor, téléfilm en deux parties
- 1991 : Les Carnassiers d'Yves Boisset
- 1991 : Warburg, le banquier des princes de Moshé Mizrahi, mini-série TV en trois épisodes
- 1996 : L'Insoumise de Nadine Trintignant
- 1997 : Le Rouge et le Noir de Jean-Daniel Verhaeghe, téléfilm en deux parties
- 2000 : Victoire ou la Douleur des femmes de Nadine Trintignant, téléfilm en trois parties
- 2001 : Et Dieu créa Sœur Mary (Sister Mary explains it all) de Marshall Brickman
- 2004 : Colette, une femme libre de Nadine Trintignant, téléfilm en deux parties
- 2022 : Juliette dans son bain de Jean-Paul Lilienfeld

#### Courts métrages
- 1966 : Florence de Philippe Sarde
- 1974 : Le Saint de Madame Victor d'Éric Brach
- 1975 : La table d'Éric Brach
- 1980 : Le Manège (film d'animation) de Jean-Pierre Jeunet
- 1983 : La 800e Génération de Bertrand Tavernier
- 1983 : Ciné Citron de Bertrand Tavernier
- 1985 : La femme fidèle de Dominique Maillet
- 1992 : Concerto for the Earth (Concierto por la Tierra) de Bayley Silleck
- 2002 : Same player, shoot again de Jean Berthier

### Comme arrangeur ou co-compositeur
- 1978 : Les Sœurs Brontë d'André Téchiné : adaptation de morceaux romantiques comme L'ouverture de Tancrède de Rossini, et enregistrement par le London Symphony Orchestra dirigé par Carlo Savina avec Elizabeth Harwood et Roger Woodward, de fragments des Scènes de Faust de Schumann, et d'une version orchestrale d'un thème tiré du Klavierstücke N°2, D. 946 de Schubert[a 62].
- 1984 : Un dimanche à la campagne : adaptation du 1er mouvement du Quintette N°2 de Fauré, arrangement d'une Polka de Ducreux, et co-composition avec Marc Perrone[a 63].
- 1991: Jalousie de Kathleen Fonmarty : composition d'une partition originale avec arrangement basé sur la chanson Max de Paolo Conte.

### Comme directeur musical
- 1975 : Folle à tuer d'Yves Boisset : adaptation de morceaux de Giuseppe Verdi (à partir d'extraits de La Force du destin)[a 64],[ag].
- 1977 : Le Diable probablement… de Robert Bresson : adaptation du Ego dormio de Claudio Monteverdi.
- 1979 : Buffet froid de Bertrand Blier : ajustement d'un morceau de Johannes Brahms pour le générique de fin.
- 1992 : Un cœur en hiver de Claude Sautet : direction musicale en collaboration avec le réalisateur (choix d'extraits du Trio avec piano de Maurice Ravel et sélection des solistes)[a 65].

### Comme consultant musical
- 1979 : Loulou de Maurice Pialat : consultant musical (choix de chansons dont le tube Célimène de David Martial ou Like a bird on the wing tirée de La Dernière Femme)[a 66].
- 1982 : L'Honneur d'un capitaine de Pierre Schoendoerffer : consultant pour les morceaux classiques choisis par le cinéaste (œuvres de Ludwig van Beethoven, et la Messe de Gloire de Giacomo Puccini sur le générique de fin) en plus d'une partition originale.
- 1986 : I love you de Marco Ferreri : consultant musical (choix de blues et chansons flamenco, africaines ou brésiliennes)[a 67].

### Comme acteur
- 1976 : Le Juge et l'Assassin de Bertrand Tavernier : le pianiste qui accompagne Bob Morel chantant Sigismond le Strasbourgeois.
- 2003 : Claude Sautet ou la Magie invisible (documentaire) de N.T. Binh : dans son propre rôle.
- 2007 : Marco Ferreri, il regista che venne dal futuro (it) (documentaire) de Mario Canale : dans son propre rôle.

## Chansons (sélection)
- J'ai La Boule Au Plafond, interprétée par Régine (1968)
- Des Comme Toi, interprétée par Régine (1969)
- La Chanson D'Hélène, du film Les Choses de la vie, interprétée par Romy Schneider et Michel Piccoli (voix parlée) (1970)
- Le Temps Des Souvenirs, interprétée par Jean Sablon (1971)
- Max Et Les Ferrailleurs, interprétée par Marcel Mouloudji (1971)
- L'Arabe, interprétée par Serge Reggiani  (1973, extrait du 33 tours Bon A Tirer)
- Anna & Julien, interprétée par Mireille Mathieu  (1973)
- La Complainte De Bouvier L'Eventreur et La Commune Est En Lutte, du film Le Juge et l'Assassin , interprétées par Jean-Roger Caussimon (1976)
- On Se Voit Se Voir, du film Barocco, interprétée par Marie France (1976)
- O Casino, du film … Comme la lune, interprétée par Les Étoiles (1977)
- Paris jadis, du film Des enfants gâtés, interprétée par Jean-Pierre Marielle et Jean Rochefort (1977)
- L'adolescente (paroles de Jeanne Moreau), du film L'adolescente, interprétée par Jeanne Moreau et Yves Duteil (1979)
- Atra, interprétée par Neoton Família (1982, adaptation pop du thème de La Guerre du feu)
- La java du masochiste (paroles de Bertrand Tavernier), du film Coup de torchon, interprétée par Stéphane Audran (1981)
- Dans la chambre vide (paroles de Bertrand Tavernier), du film Coup de torchon, interprétée par Isabelle Huppert (1981)
- Vento Di Maggio, du film Que les gros salaires lèvent le doigt !, interprétée par Drupi (1982)
- Loving Him Loving You, du film Attention, une femme peut en cacher une autre !, interprétée par Vivian Reed (1983)
- J'ai Épousé Une Ombre, du film J'ai épousé une ombre, interprétée par Johnny Hallyday (1983)
- J'ai jeté mon cœur dans les vagues (paroles de Patrick Modiano), du film Une jeunesse, interprétée par Ariane Lartéguy (1983)
- Les yeux verts (paroles de Patrick Modiano), du film Une jeunesse, interprétée par Ariane Lartéguy (1983)
- Signé Charlotte! (Souvenir Chiffonné), du film Signé Charlotte, interprétée par Isabelle Huppert (1985)
- Stranger, du film Harem, interprétée par Jimmy Somerville (1985, titre bonus de l'édition deluxe de Read My Lips)
- La Fille Aux Petits Frissons, du film L'État de grâce, interprétée par Pierre Perret (1986)
- Timing, du film Funny Boy, interprétée par Gérard Lecaillon (1987)
- Prends-Moi, du film Les Innocents, interprétée par Marie France (1987)
- I Love Me, du film L'Invité surprise, interprétée par Liliane Davis (1988)
- La Baule - Les Pins (La Bouche Pleine De Sable), du film La Baule-les-Pins, interprétée par Julie Bataille (1990)
- Rue de Jollières, du film Les Sœurs fâchées, interprétée par Isabelle Huppert et Catherine Frot (2004)

## Compilation
- Anthologie de musiques de films - 50 ans de cinéma, Label BMG, 2022. Coffret de cent musiques de film de Philippe Sarde, qui en a composé au total plus de deux cents[ah].

## Distinctions

### César
Toutes les récompenses et nominations concernent le César de la meilleure musique originale.
Avec 10 nominations, Philippe Sarde détient le record de la catégorie.
- 1977 : lauréat pour Barocco
- 1977 : nommé pour Le Juge et l'Assassin
- 1978 : nommé pour Le Crabe-tambour
- 1979 : nommé pour Une Histoire simple
- 1980 : nommé pour Tess
- 1982 : nommé pour La Guerre du feu
- 1988 : nommé pour Les Innocents
- 1995 : nommé pour La Fille de d'Artagnan
- 1996 : nommé pour Nelly et M. Arnaud
- 1998 : nommé pour Le Bossu
- 2011 : nommé pour La Princesse de Montpensier

### Autres récompenses
- Oscars 1981 : nommé pour l'Oscar de la meilleure musique de film pour Tess
- Genie Awards : proposition pour Joshua Then and Now (1985)
- Grand Prix national du Cinéma (1985)
- Victoires de la musique : proposition pour L'Ours d'après La Barcarolle extraite des Saisons op. 37a de Tchaïkovski
- 7 d'or : proposition pour le 7 d'or de la meilleure musique originale pour Le Rouge et le Noir (1998)
- Prix ESEC - Festival de Cannes 1986
- Trophée Radio France - 1988 : meilleur compositeur pour le cinéma
- Prix Fondation SACEM : Meilleur compositeur pour le film Music Box (Cannes-1990)
- Prix Joseph-Plateau Music Award (International Flanders Film festival Ghent-1993)
- Lifetime Robard Achievement Award 2018 - Word Sound Track Awards (International Flanders Film festival Ghent-2018)
- Prix Alphonse-Allais 2019 pour l’ensemble de sa carrière remis par l’Académie Alphonse-Allais
- Prix de la meilleure musique originale pour le téléfilm Juliette dans son bain réalisé par Jean-Paul Lilienfeld lors du Festival TV de Luchon 2022

### Décorations
- 1984 :  Chevalier de l'ordre des Arts et des Lettres[s 6],[ai]
- 1989 :  Officier de l'ordre des Arts et des Lettres[s 6],[aj]